# Brücken Salzburgs

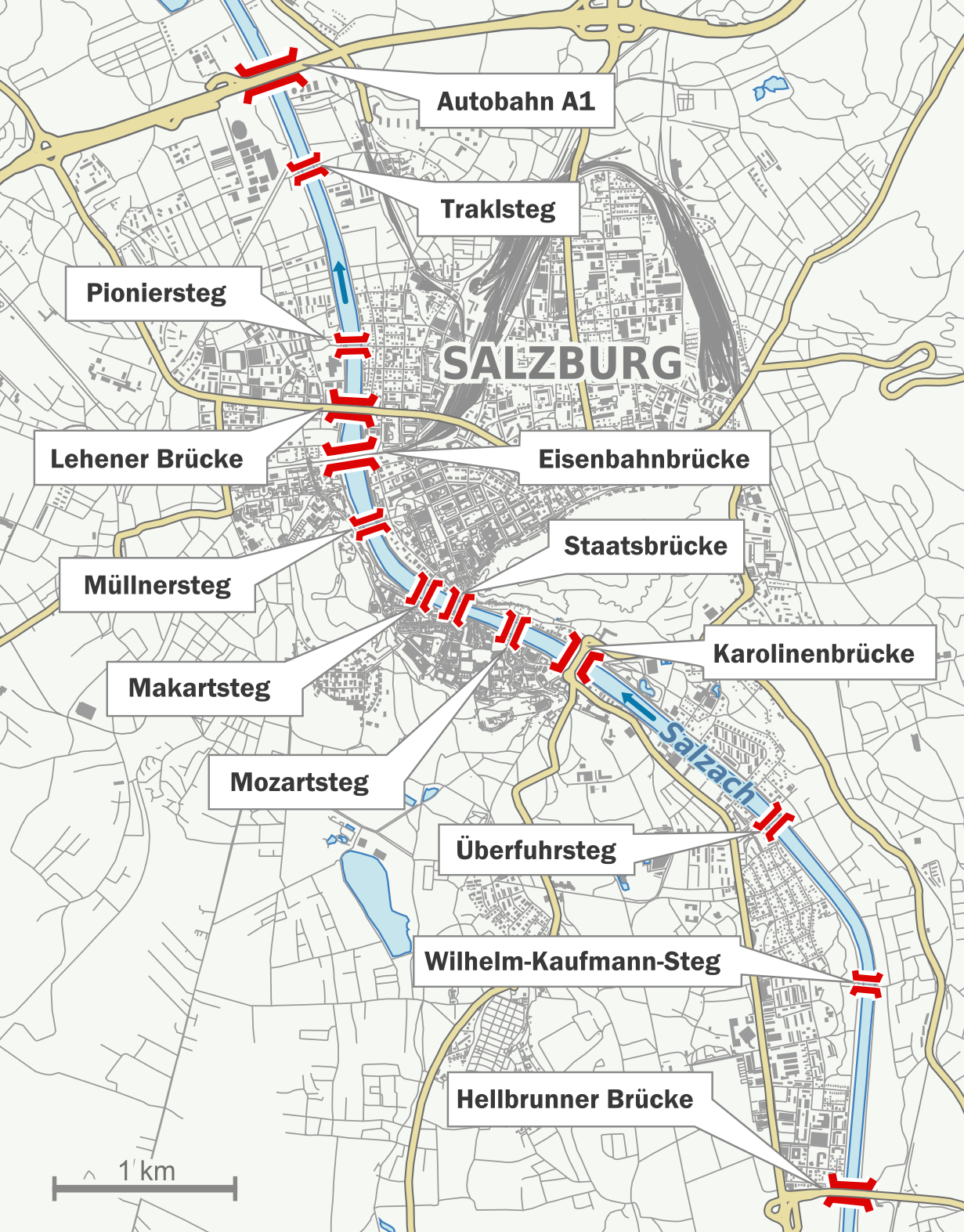
Lage der heutigen Salzachbrücken in Salzburg (Stand 2010)

Die Brücken Salzburgs überspannen die Salzach und verbinden die Stadtteile auf beiden Uferseiten miteinander.
Insgesamt gibt es im Stadtgebiet von Salzburg 13 Brücken oder Stege über den Fluss, die als eigenständige Bauwerke errichtet wurden. Zudem können Fußgänger und Radfahrer separiert an der Eisenbahnbrücke zwischen den Gleisen, am nördlichen Stadtrand unter der Autobahnbrücke und auf dem Wehr des Kraftwerks Lehen das Salzachufer wechseln.
An beiden Salzachufern verläuft ein durchgehender Radweg, der alle städtischen Straßenbrücken unterquert.

## Salzachbrücken im römischen Juvavum
Mit an Sicherheit grenzender Wahrscheinlichkeit gab es bereits zur Römerzeit in der damaligen Stadt Juvavum eine Brücke über die Salzach, die die Baulichkeiten rechts und links des Flusses miteinander verband und gleichzeitig Teile des römischen Fernwegenetzes war. Eine bloße Furt durch die Salzach in Juvavum wäre allein deshalb nicht vorstellbar, weil der Fluss hier während eines Großteils des Jahres eine deutlich zu hohe Fließgeschwindigkeit aufweist.

## Brücken im Mittelalter
Der ersten Nachweis einer mittelalterlichen Salzachbrücke in Salzburg stammt aus der Zeit des Erzbischofs Konrad von Abensberg (1111), als der unbotmäßige erzbischöfliche Güterverwalter während seiner nächtlich-heimlichen Flucht auf der Salzachbrücke gefasst und danach zur Strafe geblendet wurde. Die erste Salzburger Salzachbrücke ist aber sicher erheblich älter. Die Straßenverbindung nach dem damaligen Österreich war auch im frühen Salzburg sehr wichtig und machte daher eine Brücke unbedingt erforderlich. Spätestens seit dem frühen 12. Jahrhundert wurde auf der Salzburger Stadtbrücke ein Brückenzoll eingehoben, 1120 ist dabei ein Brückenmautner urkundlich erwähnt. Rudolf von Habsburg bestätigte 1277 erneut das Recht des Erzbischofs auf Einhebung der Brückenmaut. Das Mautrecht wurde vom Erzbischof damals in der Regel an Lehensträger vergeben. Unter diesen Lehensträgern waren zeitweise die Herren (ministeriale Adelige) von Radeck und Unzing (heutiger Stadtteil Itzling). Die Mauteinnehmer übergaben dafür dem Erzbischof einen jährlichen Pauschalbetrag. Seit dem Ende des 14. Jahrhunderts wurde das Mautrecht dann regelmäßig an den Salzburger Stadtrichter vergeben, um so die Kontrolle über die Brücke und ihre jeweilige Benützung besser ausüben zu können. Seit etwa 1350 mussten die Bürger der Stadt dabei für ihre eigenen Waren keinen Brückenzoll mehr bezahlen. Die Brückenmaut wurde zuerst beim Schlagtor in der Mitte der Brücke eingehoben, zwischen 1486 und 1496 übersiedelte diese Mautstelle dann ins Rathaus. Seit dem 17. Jahrhundert wurde die Brückenmaut nicht mehr verpachtet, sondern direkt von der Landesverwaltung eingehoben.
Im späten 14. Jahrhundert waren als „Brückenherren“ Bürgerspital, Abt von St. Peter, Stadtgemeinde, Domkapitel, Berchtesgadener Propst und Äbtissin des Stiftes Nonnberg, für je ein Brückenjoch sowie der Erzbischof für zwei Joche zuständig. Im 16. Jahrhundert besaß die Brücke dabei sieben Joche. Dies zeigen erhaltene Bilder aus den Jahren 1598 und 1565. Im 16. Jahrhundert waren die Aufgaben der einzelnen Brückenherren folgendermaßen geregelt:
| altstadtseitiger Brückenkopf | Bürgerspital                  |
| erstes Brückenjoch           | Bürgerspital                  |
| zweites Brückenjoch          | Fürsterzbischof               |
| drittes Brückenjoch          | Abt des Stiftes St. Peter     |
| viertes Brückenjoch          | Stadtgemeinde                 |
| fünftes Brückenjoch          | Domkapitel                    |
| sechstes Brückenjoch         | Fürsterzbischof               |
| siebentes Brückenjoch        | Fürstpropst von Berchtesgaden |
| neustadtseitiger Brückenkopf | Äbtissin des Stiftes Nonnberg |

In der Zeit des zunehmenden Absolutismus der Landesherren vor 1600 wurden auch die Arbeiten der Brückenerhaltung zunehmend vom Landesherren übernommen, die nominelle Verpflichtung der früheren Brückenherren blieb allerdings formell noch lange Zeit weiter aufrecht.

## Brücken in der Neuzeit

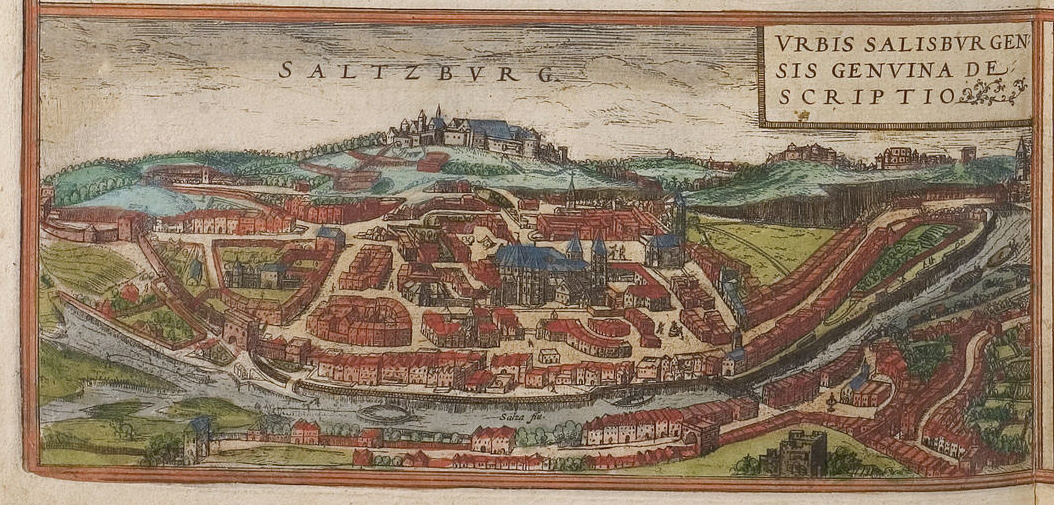
Salzburg 1572 mit der damals einzigen Brücke

Im Mittelalter hatten sich auf der Brücke verschiedene Verkaufsläden, vor allem aber Fleischbänke befunden. Nach dem Hochwasser 1573 übersiedelten viele diese Stände an den Gries, um dann 1608 endgültig dort zu verbleiben.

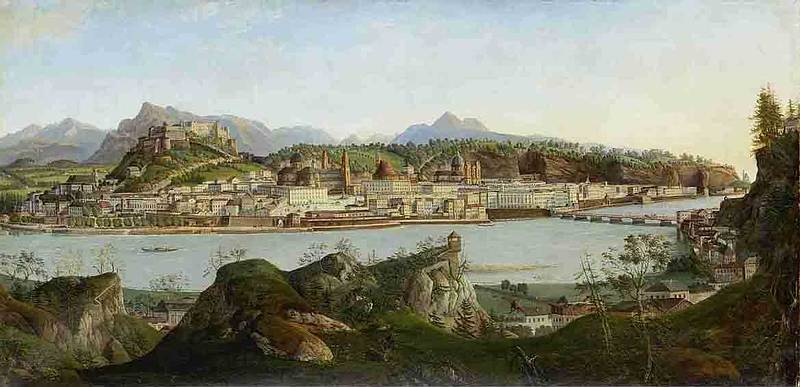
Salzburg um 1830 mit der damaligen Brücke an Stelle der heutigen Staatsbrücke

Als 1598 bei einem Hochwasser die Brücke erneut schwer beschädigt worden war, entschloss sich Fürsterzbischof Wolf Dietrich von Raitenau zu einem Neubau und verfasste dabei selbst ein Traktat über den Brückenbau. Der Halleiner Brückenmeister Hieronymus Stubhainz errichtete nun eine Brücke mit nur vier Jochen. Die Brücke wechselte dabei ihren Standort vom Klamperergässchen neben das Rathaus. Kurzzeitig gab es dabei zwei Brücken nebeneinander. Zur Verwirklichung der neuen Brückenanbindung wurde auf dem späteren Platzl am Beginn der Linzer Gasse das alte Lasserhaus abgerissen, das Amtshaus verlegt und der Fischmarkt abgesiedelt. Die seit 1573 zur Entlastung der alten Brücke auf dem Gries angesiedelten Fleischbänke durften vorübergehend wieder auf die neue Brücke, bis sich herausstellte, dass die geringe Zahl der Joche neue Schwachstellen offenlegte. Daher wurden 1607 die Fleischerbänke endgültig abgesiedelt. Schon 1608 musste die Brücke ganz aufgegeben werden und einer neuen Behelfsbrücke weichen. Nun wollte Wolf Dietrich, wohl durch Anregungen von Vicenzo Scamozzi, eine wirklich stabile Steinbrücke errichten. Die erste Fundierung der neuen Joche erfolgte dabei mangelhaft und musste erneuert werden. 1610 standen dann der Brückenkopf und zwei Joche. Der Bau kam durch den Sturz Wolf Dietrichs allerdings nicht zum Abschluss. Markus Sittikus von Hohenems ließ den Bau aus Kostengründen einstellen und vorübergehend abbrechen. 1620 war die neue Holzbrücke endlich fertiggestellt, die bis zum Hochwasser des Jahres 1663 standhielt.
Die dann neu errichtete Brücke hielt bis zum Jahr 1787, als das mittlere Joch in der Hochwasserflut versank. Kurz nach 1788 wurde das Dach der Brücke (wohl bereits vermorscht) abgetragen, das der Brücke ein angeblich düsteres Erscheinungsbild gegeben hatte. Die Brücke war in der Folge nicht nur Fahrweg, sondern zunehmend auch ein romantisch verklärter gesellschaftlicher Mittelpunkt der Stadt, der eine gute Aussicht auf die alte Stadt Salzburg und ihre Umgebung bot. Sie wurde in den späten Abendstunden nun durch fünf Laternen beleuchtet. Noch nach 1900 scheint die damalige „ärarische Staatsbrücke“ als allseits beliebter Tummelplatz auf.

## Die einzelnen Salzachbrücken und ihre Vergangenheit

### Hellbrunner Brücke (Sigmund-Thun-Brücke)
Die Brücke befindet sich südlich der Alpensiedlung am Stadtrand von Salzburg und ist vor allem für den lokalen Verkehr von Bedeutung. Als Teil der nur 1,2 km langen Hellbrunner Landesstraße (L106) stellt sie eine wichtige Verbindung zwischen dem Südende der Alpenstraße und Glasenbach (in der Gemeinde Elsbethen) sowie in weiterer Folge mit dem Salzburger Stadtteil Aigen dar.

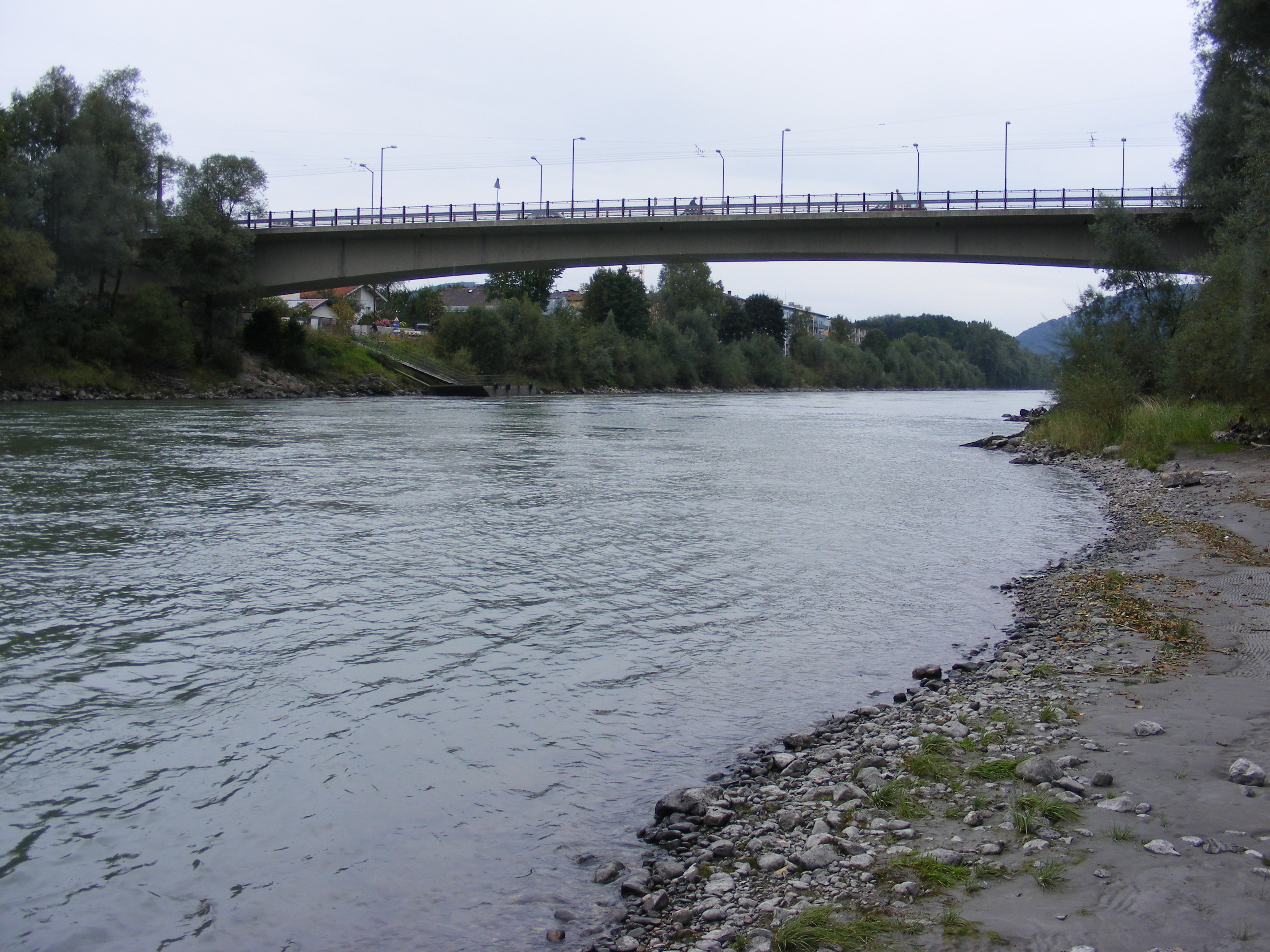
Hellbrunner Brücke

In Verlängerung des Fürstenweges wurde 1878 an Stelle einer früheren Schiffsfähre eine 101 m lange und 6 m breite provisorische Holzbrücke errichtet. Diese war jene Notbrücke, die nach Vollendung der Hauptbrücke (heute Staatsbrücke) dort nicht mehr benötigt wurde und hier ein zweites Mal genutzt wurde. Mit dieser Brücke sollten die beiden wichtigen Salzburger Fremdenverkehrsattraktionen in Aigen und in Hellbrunn auch für Pferdegespanne und Fuhrwerke miteinander verbunden werden. Maßgeblich gefördert wurde das Bauwerk von den damals noch eigenständigen Gemeinden Morzg, Anif und Aigen. Die Notbrücke wurde 1881 auf Antrag dieser Gemeinden vom Land Salzburg provisorisch übernommen. Die eigentliche Hauptbrücke wurde 1887 – maßgeblich unterstützt von Viktor Ludwig im Auftrag des Landes Salzburg – erbaut und am 16. Februar 1888 als mautpflichtige Brücke, nach Sigmund Graf Thun-Hohenstein als „Sigmund-Thun-Brücke“ eröffnet. Bereits bei den Hochwässern 1897 und 1899 schwer beschädigt, wurden beim neuerlichen Hochwasser 1920 große Teile der Brücke weggerissen. Der Bau konnte wenige Jahre später zwar wieder notdürftig instand gesetzt werden, blieb aber Provisorium. Am 1. März 1945 wurde vom Pionier-Ersatz- und Ausbildungs-Bataillon, das im nahen Lager an der Alpenstraße untergebracht war, eine neuerliche Behelfsbrücke, ausgeführt als Holzbrücke mit Eisenträgern errichtet, die am 13. August 1959 wenige Stunden vor dem Einsturz der Autobahnbrücke vom Hochwasser der Salzach weggerissen wurde. Sie wurde 1960 zwar in der alten Gestalt neu errichtet, erfüllte die Anforderungen an den zunehmenden Verkehr aber längst nicht mehr. 1968 entstand schließlich an der heutigen Stelle die neue Hellbrunner Brücke, die auch die Bahnlinie überspannt und somit die früheren langen Wartezeiten vor geschlossenem Bahnschranken vermeidet. Das Verkehrsbauwerk wurde am 29. Oktober 1971 eröffnet.

### Wilhelm-Kaufmann-Steg

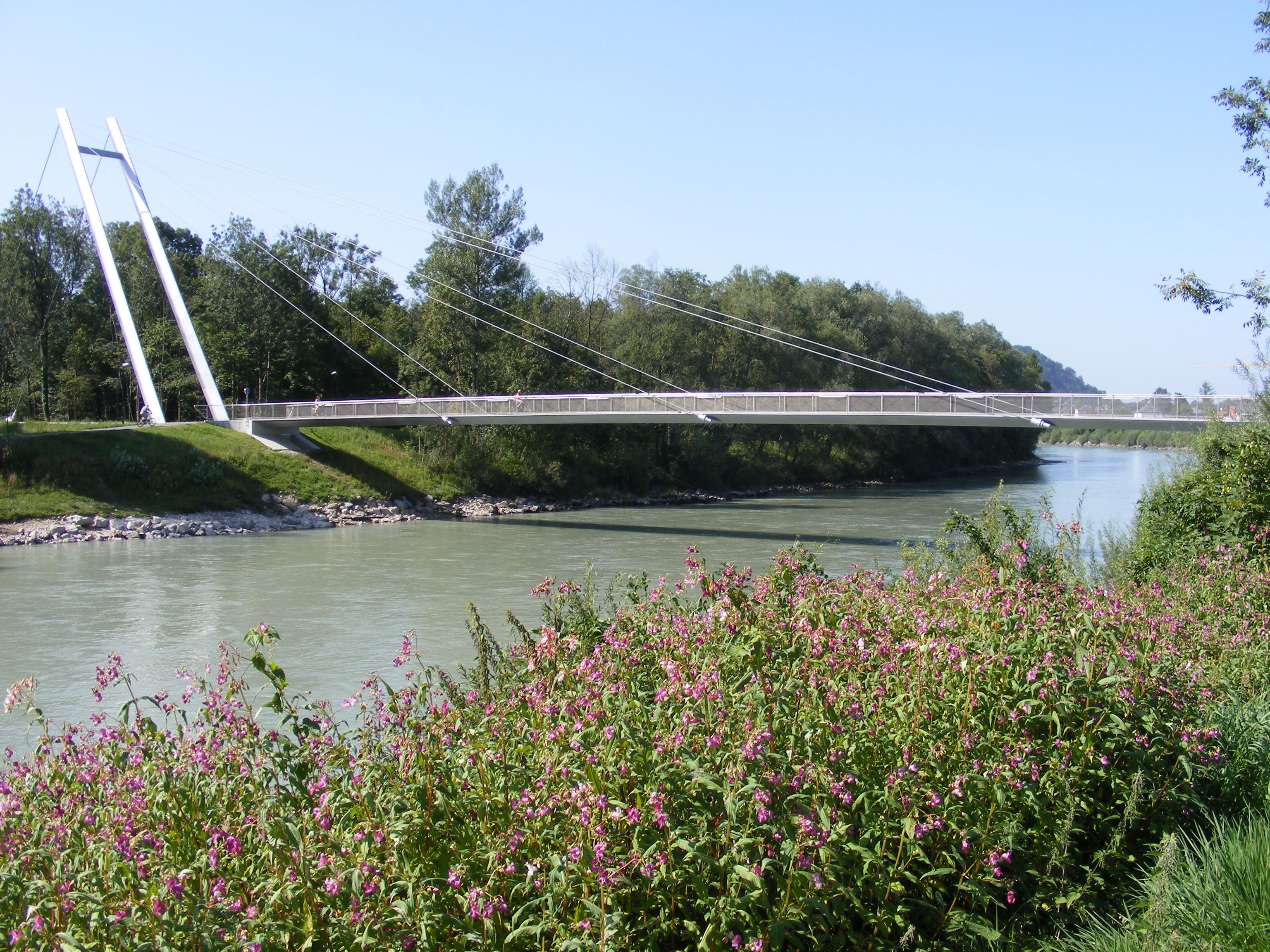
Wilhelm-Kaufmann-Steg

Am 22. Juli 2011 wurde eine weitere Überquerung über die Salzach eröffnet. Die Fußgänger- und Fahrradbrücke verbindet die Stadtteile Aigen und Josefiau.
Der Steg wurde unter anderem in Hinblick auf die leichte Zugänglichkeit des gegenüberliegenden Stadtteils für Schüler errichtet. Auch spielte der Gedanke der Entlastung des Kraftfahrverkehrs eine Rolle, da mit der neuen Überquerung ein Umweg über die Hellbrunner Brücke entfällt. Der Wilhelm-Kaufmann-Steg ist auch für Einsatzfahrzeuge passierbar.
Noch während der Bauphase lautete die Bezeichnung des Bauwerks „Salzachsteg Süd“. Bei der offiziellen Namensgebung wurde anfänglich auch daran gedacht, den Steg nach einer bekannten weiblichen Salzburger Persönlichkeit zu benennen, letztlich entschied man sich doch für den Maler Wilhelm Kaufmann, der sich zu Lebzeiten unter anderem für die Erhaltung der Salzburger Stadtlandschaften einsetzte.

### Überfuhrsteg

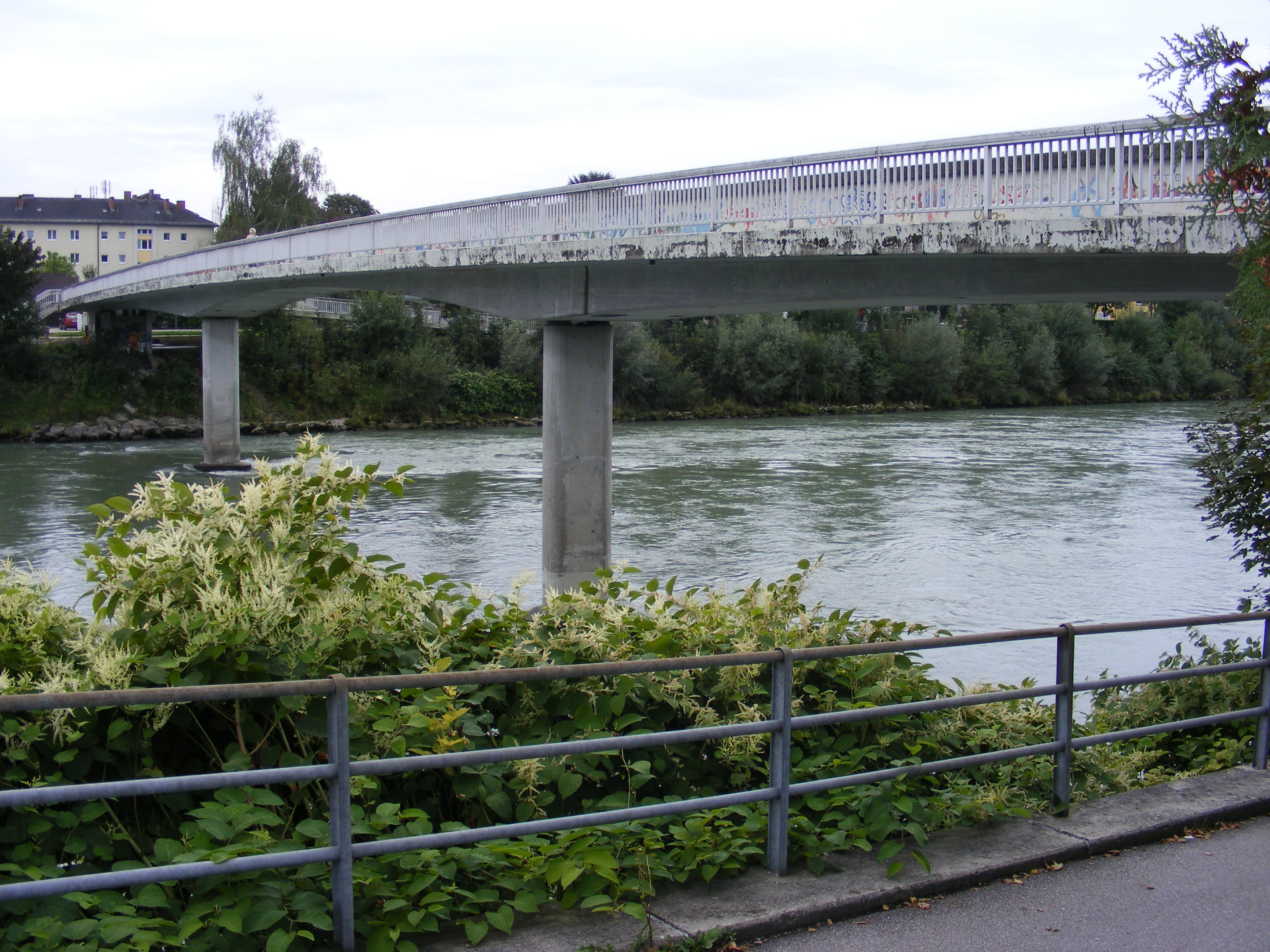
Überfuhrsteg

Diese Brücke für Fußgänger und Radfahrer wurde 1980 errichtet und verbindet wie der Wilhelm-Kaufmann-Steg die Josefiau mit Aigen.
An der Stelle der heutigen Brücke wurde in den Jahren zwischen 1830 und 1860 ein regelmäßiger Schiffsfährbetrieb („Überfuhr“) eröffnet. 1889 kostete eine Überfahrt 3 Kreuzer (Gruppentarif) bzw. 4 Kreuzer (Einzelfahrt) pro Person. Die Fähre wurde nach 1945 als Seilfähre von den Verkehrsbetrieben der Stadtwerke übernommen, die im Jahr 1949 über 100.000 Fahrgäste beförderte. 1952 wurde sie mit ihren stark rückläufigen Beförderungszahlen an Franz und Therese Lindinger verpachtet und 1965 eingestellt. Die heutige, im Volksmund auch als Josefiausteg bezeichnete Brücke wurde am 20. Dezember 1980 eröffnet; sie dient außerdem als Verbindung für verschiedene Versorgungsleitungen.
Im Jahr 2013 wurde der Überfuhrsteg einer Generalsanierung unterzogen.

### Karolinenbrücke (Nonntaler Brücke)

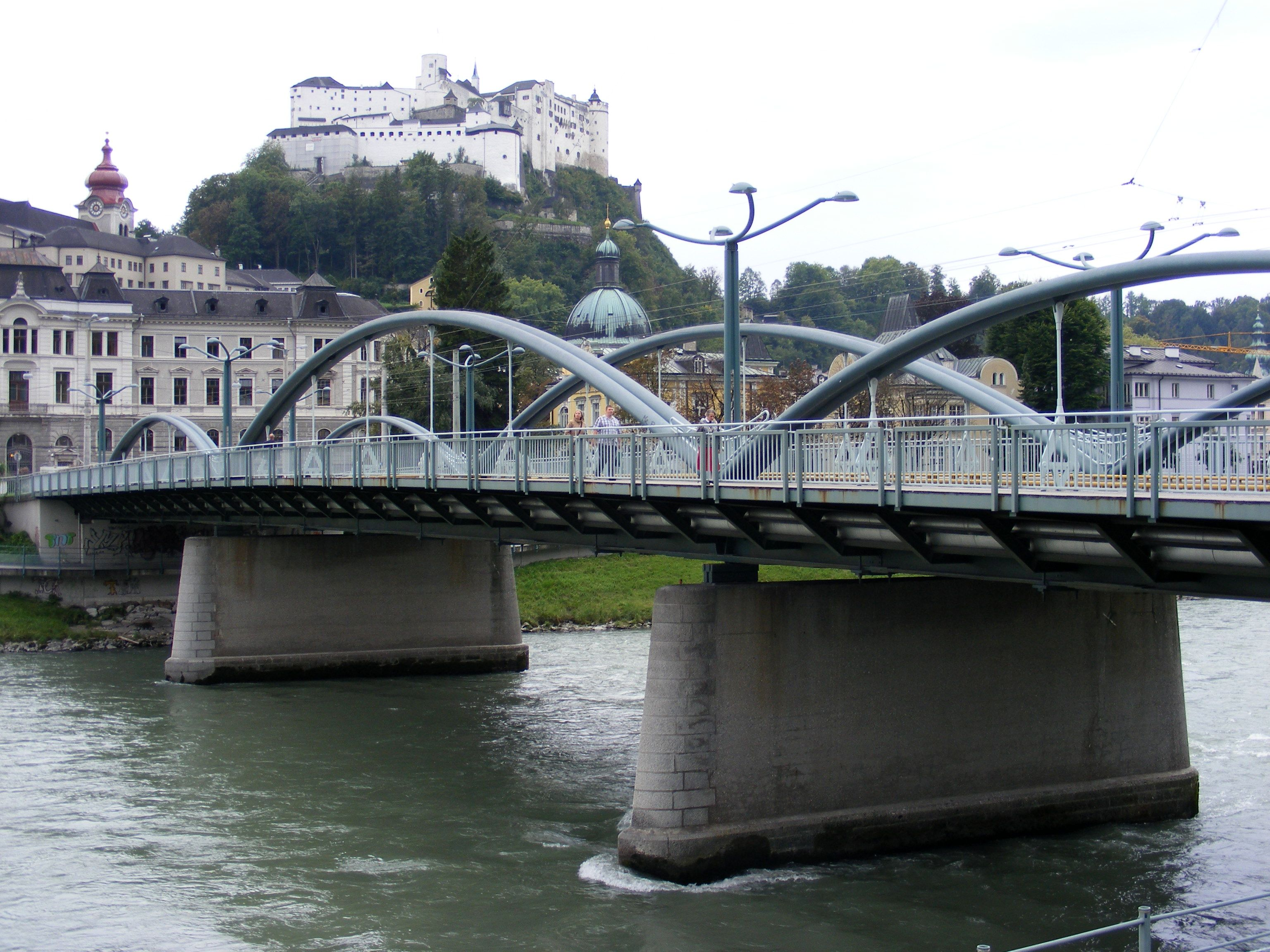
Karolinenbrücke

Die Karolinenbrücke trägt zusammen mit der Staatsbrücke und der Lehener Brücke die Hauptlast des städtischen Verkehrs. Sie liegt am südlichen Ende der Salzburger Altstadt und verbindet das Innere Nonntal und den Beginn der Alpenstraße auf der linken mit dem Äußeren Stein auf der rechten Salzachseite. Der Name „Nonntaler Brücke“ ist im Volksmund ebenso geläufig wie die frühere Benennung nach Karoline Auguste von Bayern, der Witwe des österreichischen Kaisers Franz I.
An Stelle der heutigen Brücke bestand bereits seit 1722 ein Fährverkehr. Als Notbrücke während der Bauzeit der morsch gewordenen Hauptbrücke wurde 1856 eine Brücke auf der Höhe des Kajetanertores an der Stelle der heutigen Karolinenbrücke vorgeschlagen. Die Stadt sollte für diese Notbrücke die Kosten übernehmen, wollte aber diese Verpflichtung zuerst nicht übernehmen. Sie stimmte der Errichtung der neuen Brücke erst nach heftigem Widerstand im Jahr 1858 zu. Beauftragt mit dem Bau wurde der Bauunternehmer Carl Andessner. Zu Ehren der Kaiserwitwe wurde die Brücke „Karolinenbrücke“ genannt und am 23. Juli 1859 in Anwesenheit von Carolina Augusta eröffnet.
Bereits knapp dreißig Jahre später war die hölzerne Karolinenbrücke altersschwach geworden. Sie wurde deshalb, geplant vom Direktor der Frankfurter Wasserwerksgesellschaft, durch eine recht filigran gestaltete Stahlbrücke mit reichen Schmuckelementen 1883 bis 1884 neu errichtet. Sie konnte aber die Stabilität für das Gewicht der damals hier darüberführenden Lokalbahn Salzburg–Hangender Stein, die 1886 eröffnet wurde, nicht gewährleisten. So wurde schon 1914 der Bau einer neuen Brücke beschlossen. Der Baubeginn verzögerte sich aber bis zum 7. März 1938. Die neue Brücke wurde im Herbst 1939 fertiggestellt. 1990/91 wurden die Geh- und Radwege dieser Brücke verbreitert und 2006 die Belastbarkeit durch Tragbögen verstärkt.
Über die Karolinenbrücke führt die Salzburger Straße (B 150).

### Mozartsteg

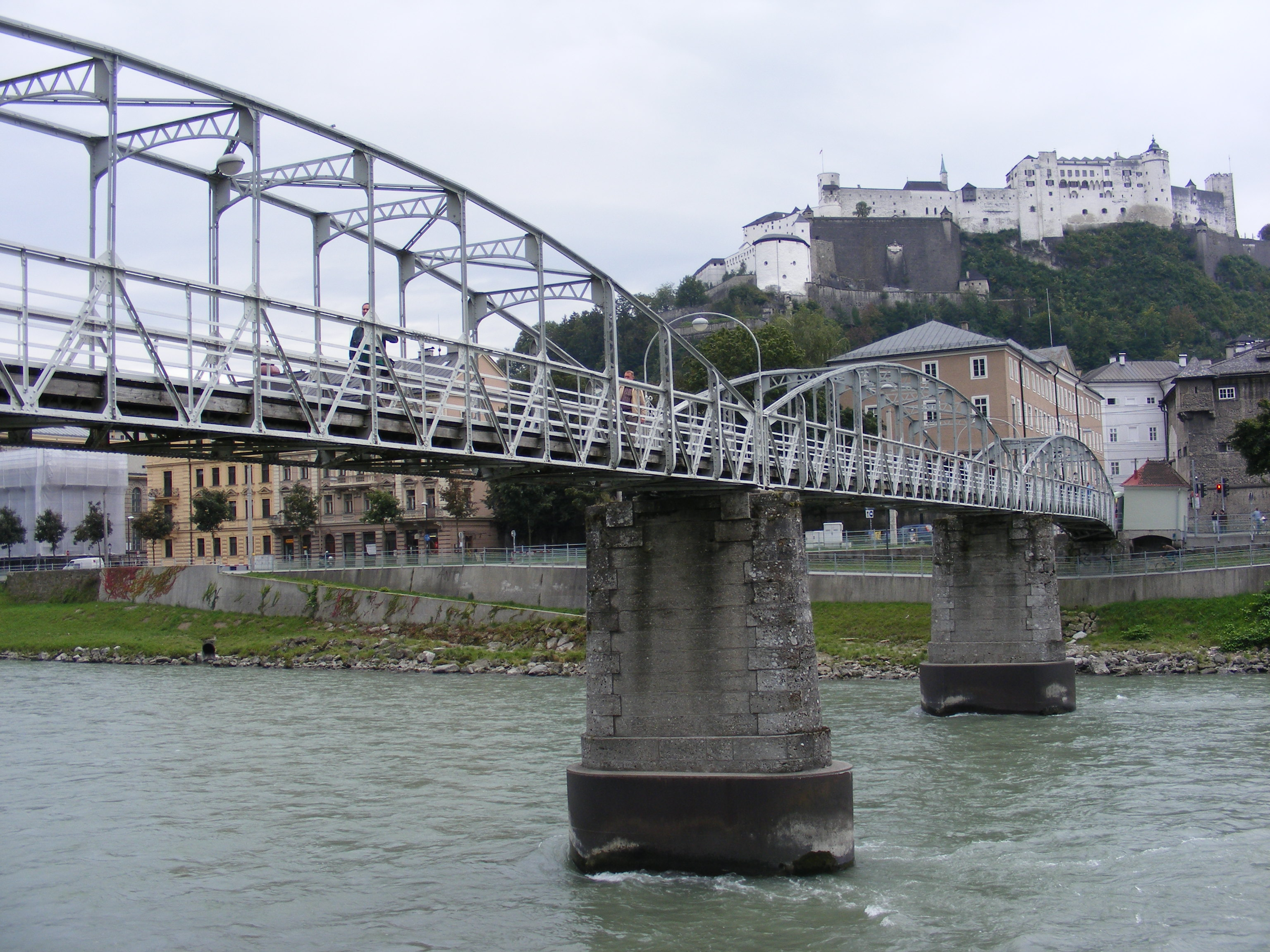
Mozartsteg

Der Steg folgt flussabwärts nach der Karolinenbrücke und ist nach Wolfgang Amadeus Mozart benannt. Er befindet sich auf der Höhe des südlichen Endes des Mozartplatzes und verbindet die linksseitige Altstadt mit der am rechten Flussufer entlangführenden Imbergstraße und der parallel dazu verlaufenden, am Fuße des Kapuzinerbergs gelegenen historischen Steingasse.

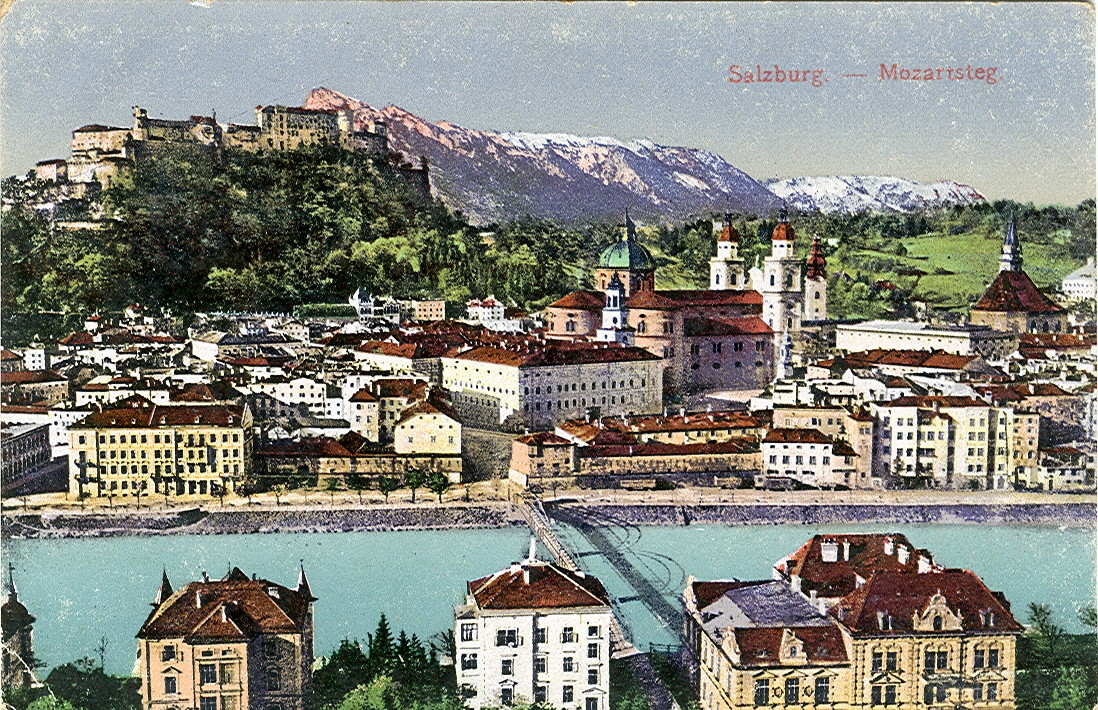
Mozartsteg auf einer Ansichtskarte ca. 1914

Seit 1897 vom Gemeinderat befürwortet, wurde die Fußgängerverbindung – maßgeblich gefördert vom „Zweiten Salzach-Eisensteg-Verein“ – 1903 fertiggestellt und am 29. März des Jahres als mautpflichtige Brücke eröffnet. Seit 1921 werden aber keine Mautgebühren mehr eingehoben. Das Mauteinnehmerhäuschen am linken Salzachufer ist erhalten und wurde eine Zeitlang als kleiner Laden genutzt. Eine Generalsanierung des Steges fand 1992/93 statt. Dazu wurde eine vom Künstler Anton Thuswaldner gestaltete, mit schwarzer Kunststofffolie umhüllte Einhausung aufgebaut, welche für heftige Diskussionen in Salzburg sorgte.
Der Steg mit seinem Jugendstilschmuck besaß bis 2011 seinen ursprünglichen hölzernen Belag. Nachdem durch die Fugen zwischen den Holzbohlen jedoch Wasser, Schmutz und Streusalz auf das Brückentragwerk gelangte und zu erheblicher Korrosion führte, war eine neuerliche Sanierung nötig. Während einer viereinhalb Monate dauernden Sperre wurde daher das Tragwerk entrostet und neu korrosionsgeschützt, ein mit Sand beschichteter, durchgehender Edelstahlbelag aufgebracht sowie die Entwässerung verbessert.
Der Steg sowie das Mauteinnehmerhäuschen stehen unter Denkmalschutz (Listeneintrag).

### Staatsbrücke (Stadtbrücke, Hauptbrücke)
Die heutige Staatsbrücke verbindet die linksseitige mit der rechtsseitigen Altstadt auf Höhe der historischen Linzer Gasse.
Bereits 1856 war die zuvor bestehende vielfach erneuerte Holzbrücke so morsch geworden, dass sie keine schweren Lasten mehr tragen konnte, sodass nur leichte oder entleerte Fuhrwerke die Brücke queren durften. Nachdem sich ursprünglich das zuständige Ministerium der Monarchie für unzuständig erachtet hatte, gelang es, die zuständigen Stellen von der übergeordneten Wertigkeit der Verkehrsbrücke zu überzeugen. Damals bürgerte sich angesichts des staatlichen Brückenerhalters schon zunehmend der Name „Staatsbrücke“ ein. (Seit 1966 ist diese Brücke allerdings wieder im städtischen Eigentum).
Lange war anstelle der Holzbrücke eine neue Kettenbrücke mit einem einzelnen mittigen Joch geplant. Erst spät wurde diese Idee wieder aufgegeben. Nach der Fertigstellung der Karolinenbrücke 1858 konnte der Neubau der Hauptbrücke als Eisenkonstruktion dann rasch durchgeführt werden und schon am 1. März 1859 mit dem nun offiziellen Namen „Staatsbrücke“ eröffnet werden. Der zweite Name der Brücke, „Franz-Josefs-Brücke“, setzte sich dagegen nicht durch.
Der Neubau der heutigen Staatsbrücke wurde 1941 begonnen, wobei zuerst 55 französische und später 60 sowjetische Kriegsgefangene zur Arbeit herangezogen wurden. Der Neubau wurde jedoch erst nach neun Jahren Bauzeit 1949 wieder eröffnet. Auf die Aufstellung der für die Brücke vorgesehenen monumentalen Löwen wurde verzichtet, diese Löwen schmücken heute den Hauptbahnhof in Linz. 1987 erhielt die Brücke nach langen Diskussionen erst rechtsufrig eine Radwegunterführung und 2004 auch linksufrig, womit erstmals alle Brücken mit Kfz-Verkehr beidufrig per Rad kreuzungsfrei unterfahrbar wurden, was den Radverkehr auf dieser Route deutlich vermehrte. Eine Generalsanierung der Brücke fand 2007 statt.
Im Rahmen des „Kunstprojekts Salzburg“, bei dem man von 2002 bis 2011 an verschiedenen Orten in der Salzburger Innenstadt zeitgenössische Plastiken und andere Kunstobjekte installierte, wurde die Staatsbrücke als ein Standort dafür ausgewählt. Das Werk Beyond Recall aus dem Jahr 2011 von Brigitte Kowanz besteht aus vier halbtransparenten Spiegelkuben, die auf die vier Sockel der Brückenköpfe aufgesetzt sind. Sie zeigen Schriftzüge in Neonlicht; auch wird auf die Kriegsgefangenen, die den Bau der heutigen Brücke bewerkstelligten, Bezug genommen. Unmittelbar neben der Staatsbrücke befindet sich am rechten Flussufer ein weiteres Werk aus dem „Kunstprojekt Salzburg“, das 2004 von Marina Abramović geschaffene Spirit of Mozart.

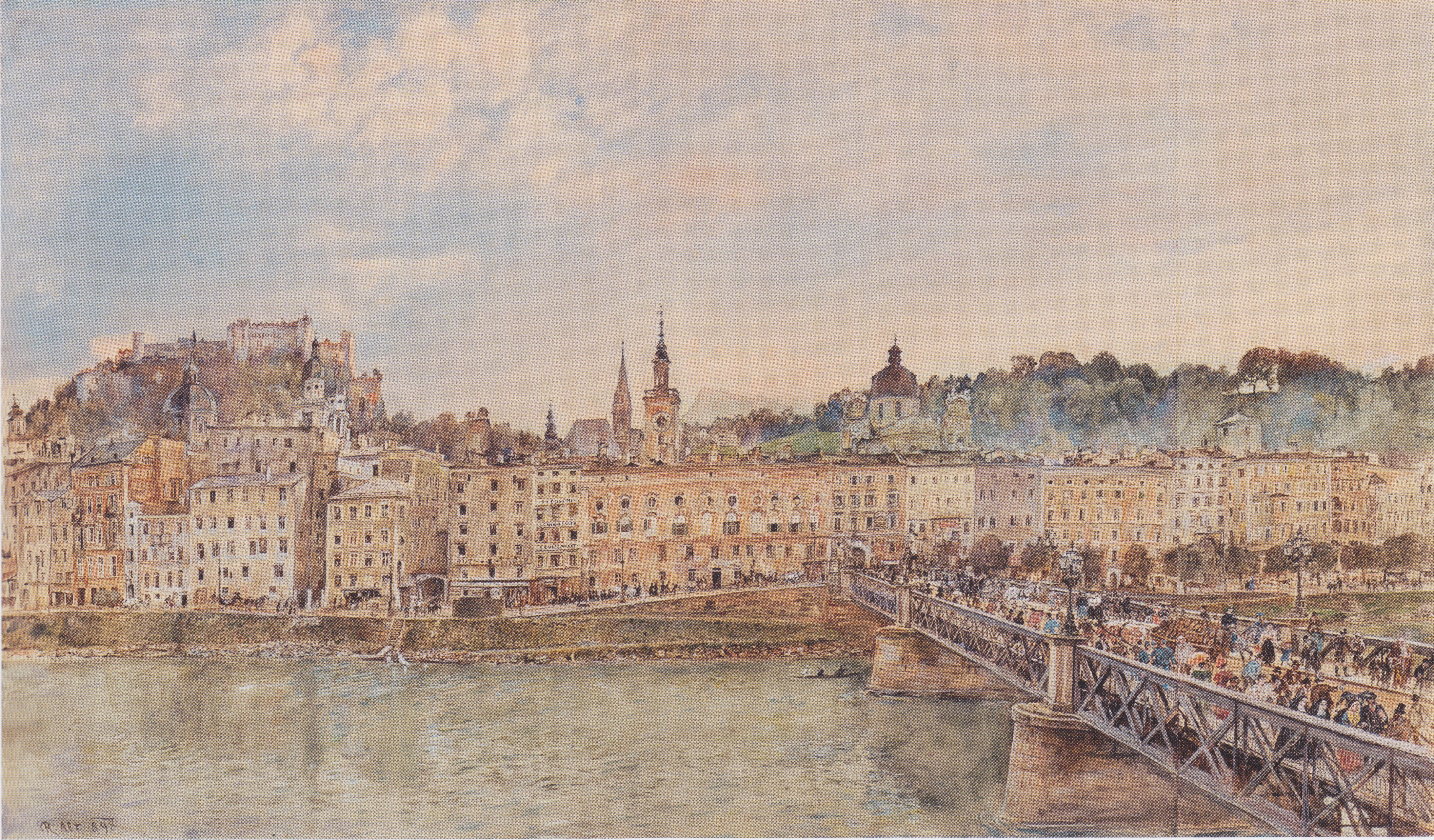
Eisenkonstruktion anstelle der heutigen Staatsbrücke auf einem Gemälde von 1897
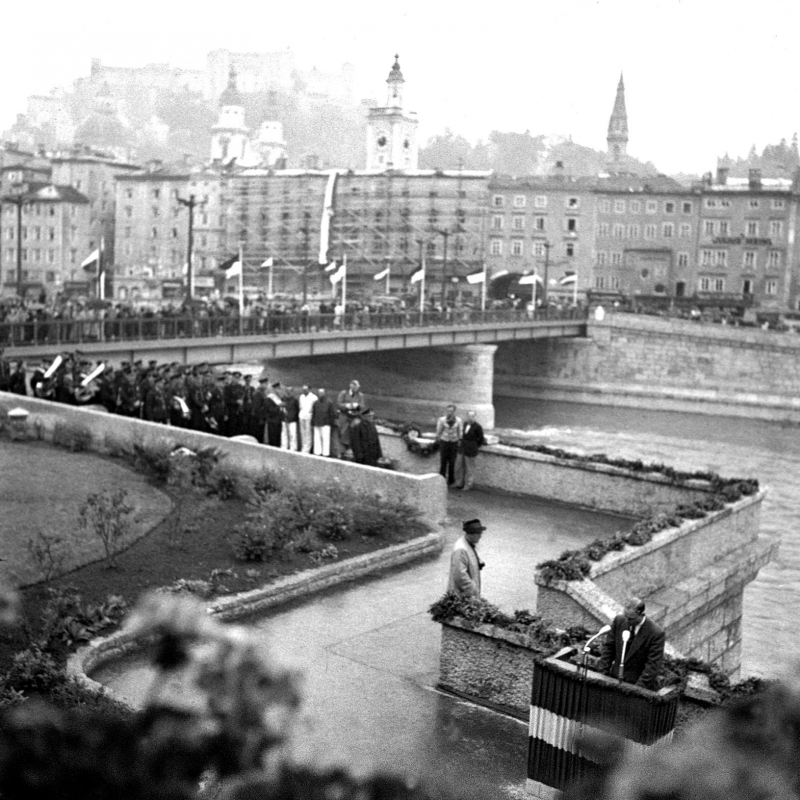
Eröffnung der neuen Brücke 1949
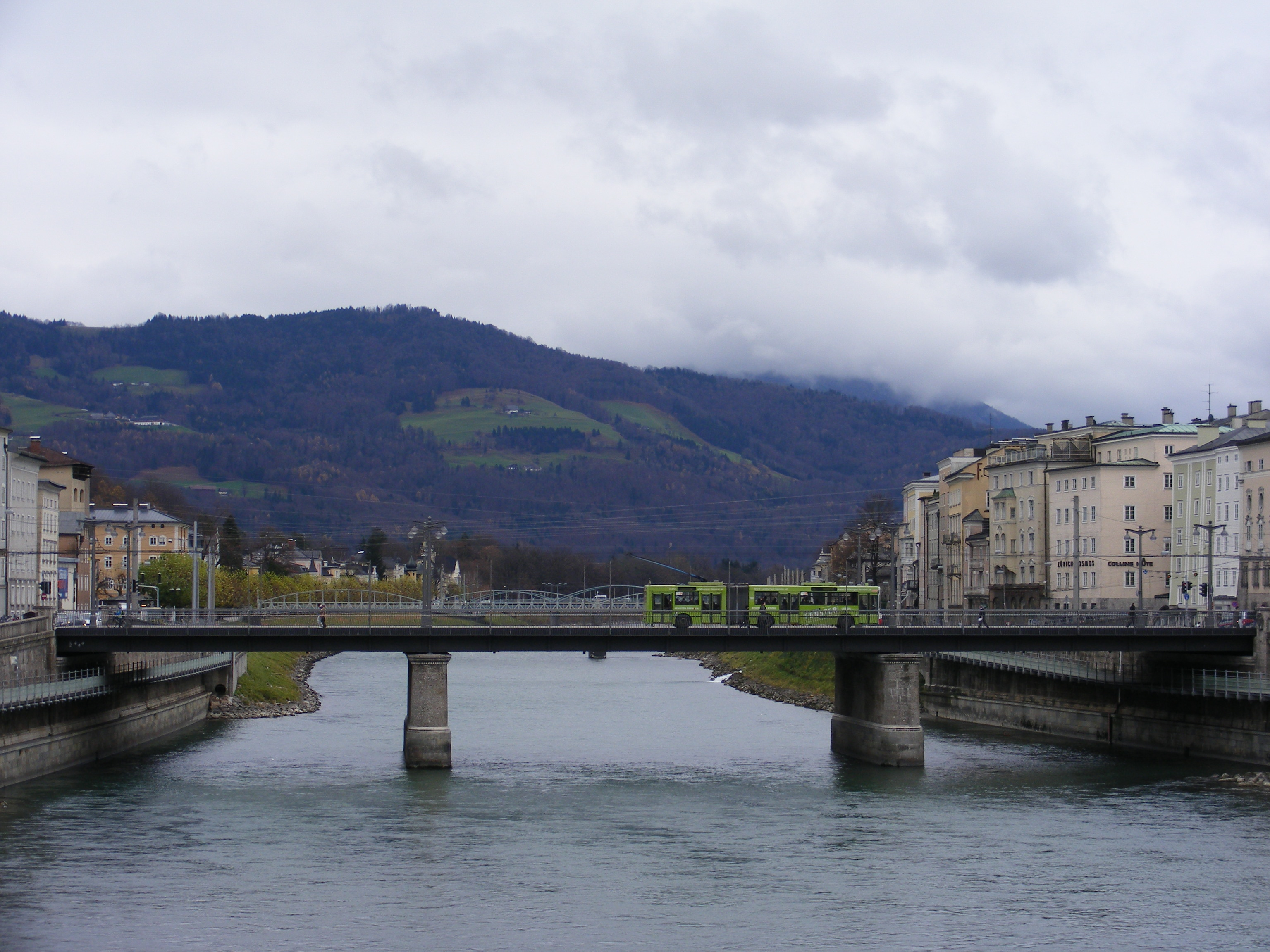
Staatsbrücke, im Hintergrund der Mozartsteg
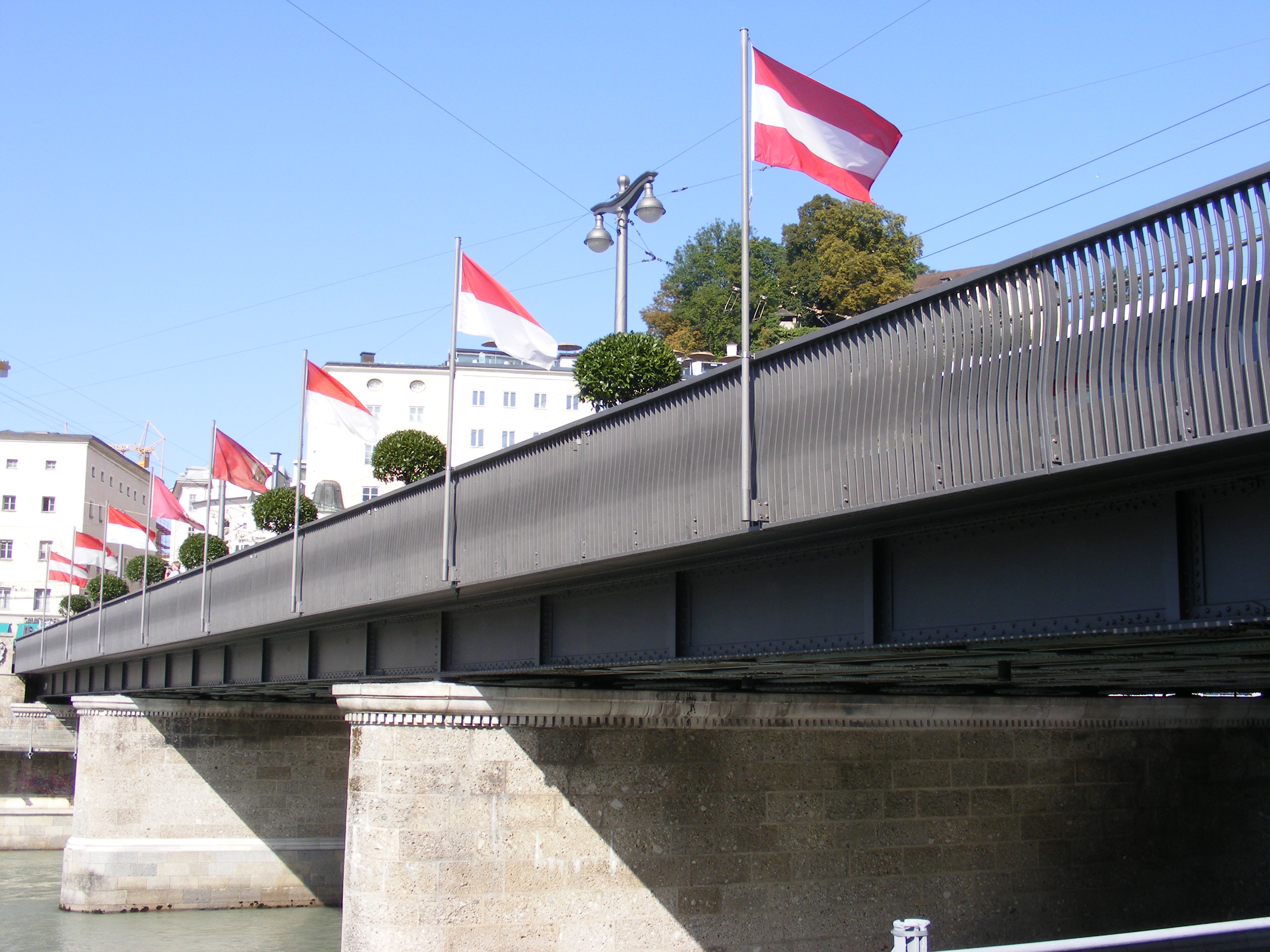
Brücke mit einer der häufig wechselnden Beflaggungen
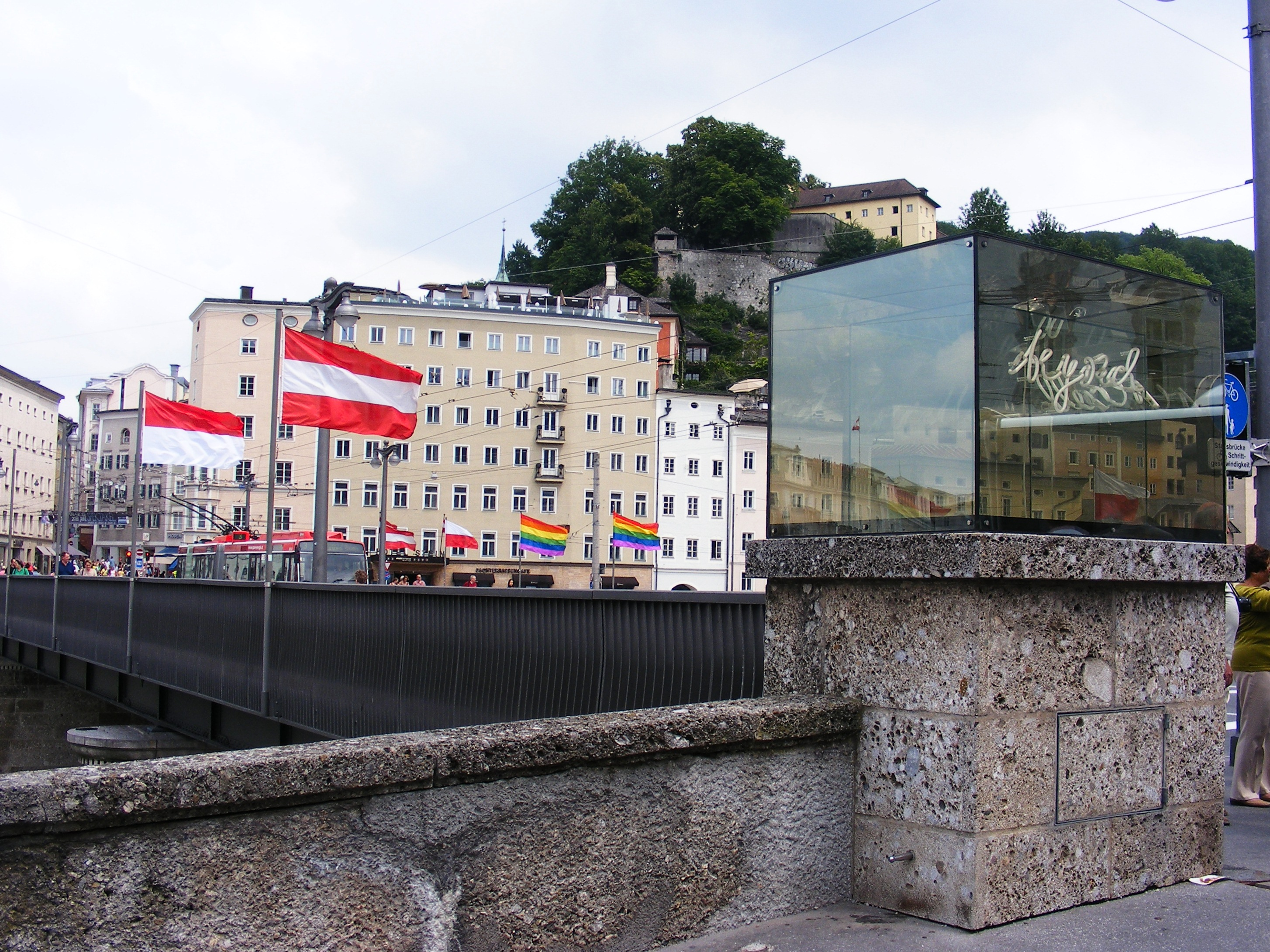
Einer der vier Spiegelkuben

### Marko-Feingold-Steg (Makartsteg, Museumssteg)

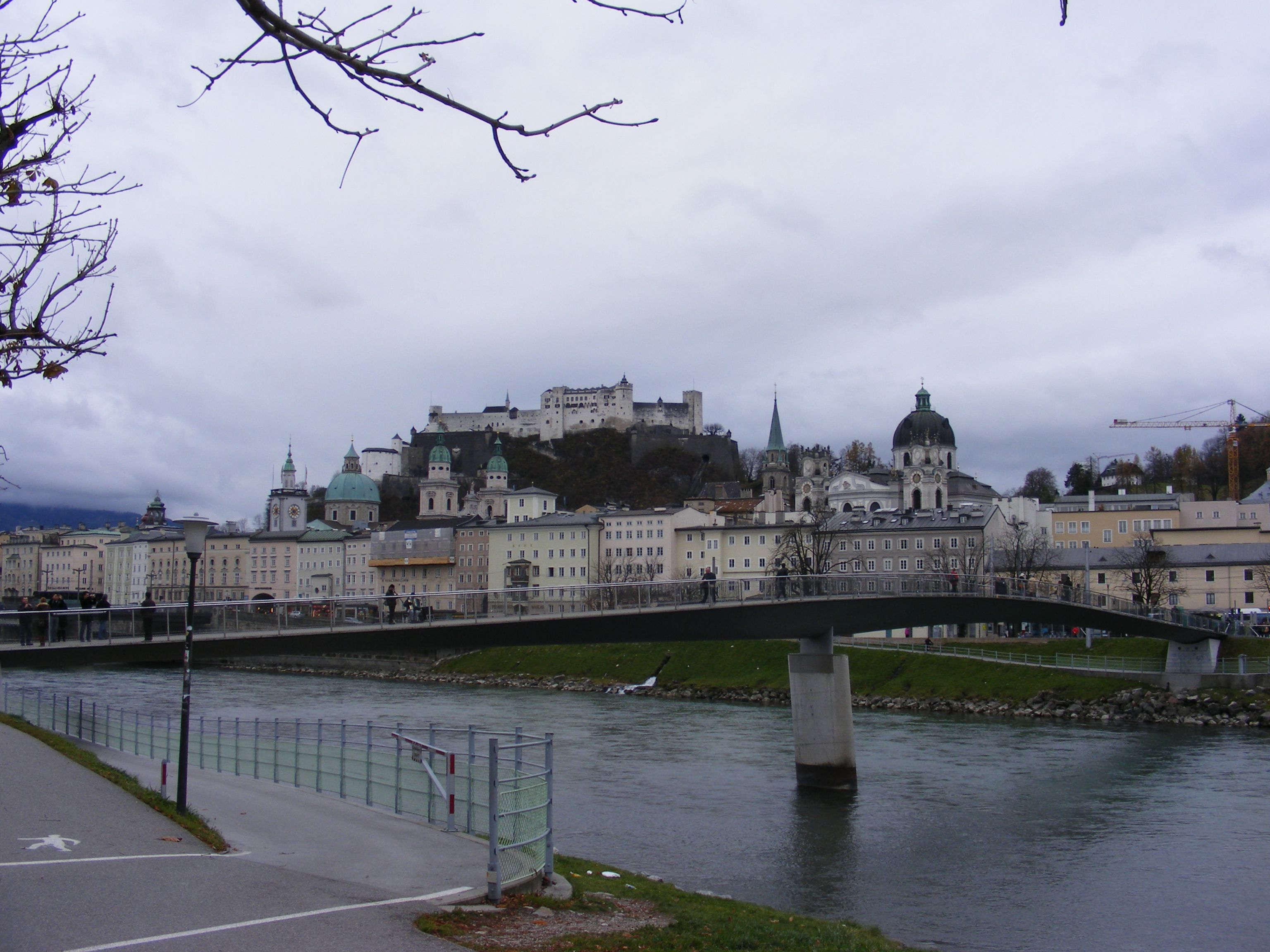
Marko-Feingold-Steg

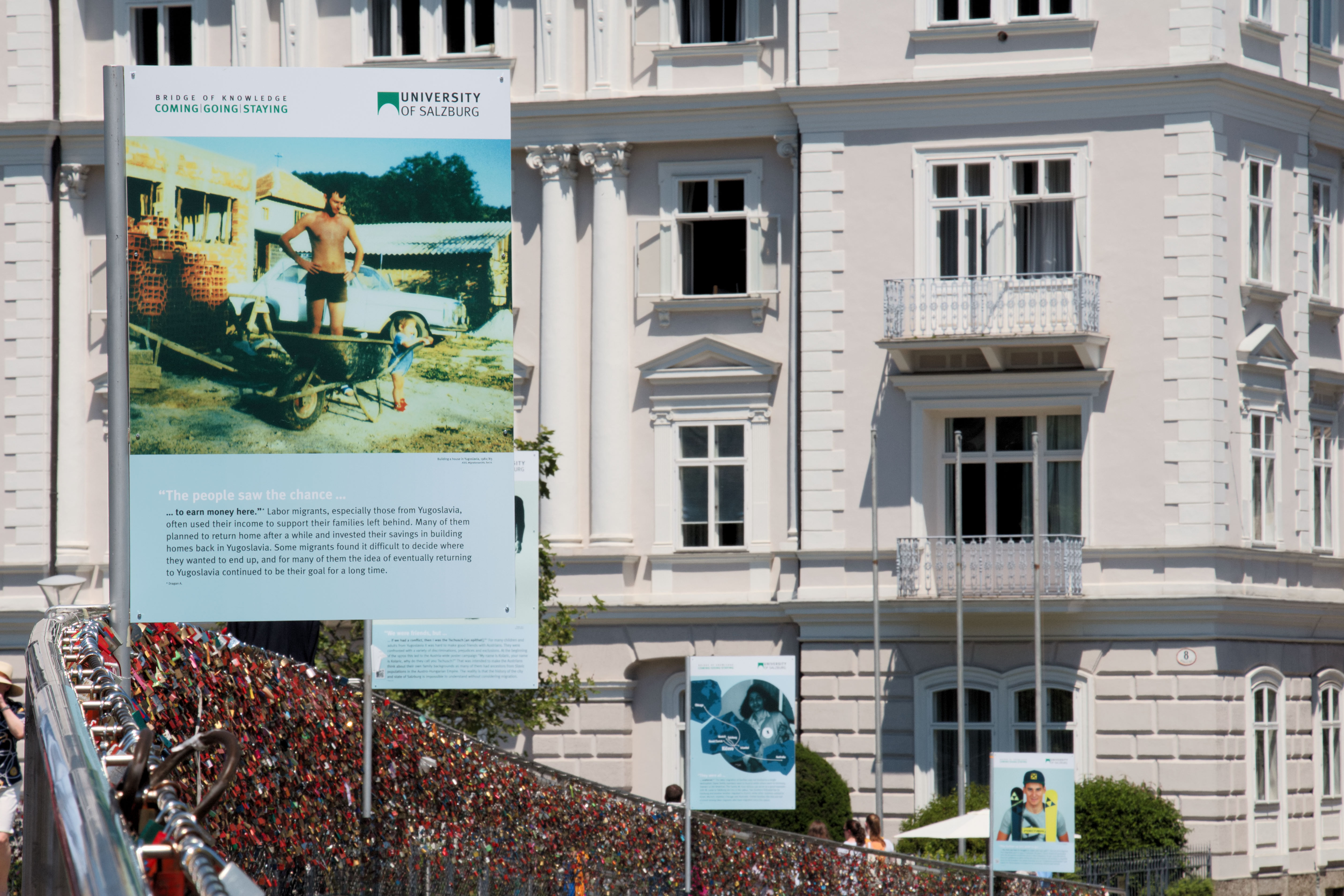
Einige Tafeln der Wissensbrücke 2016

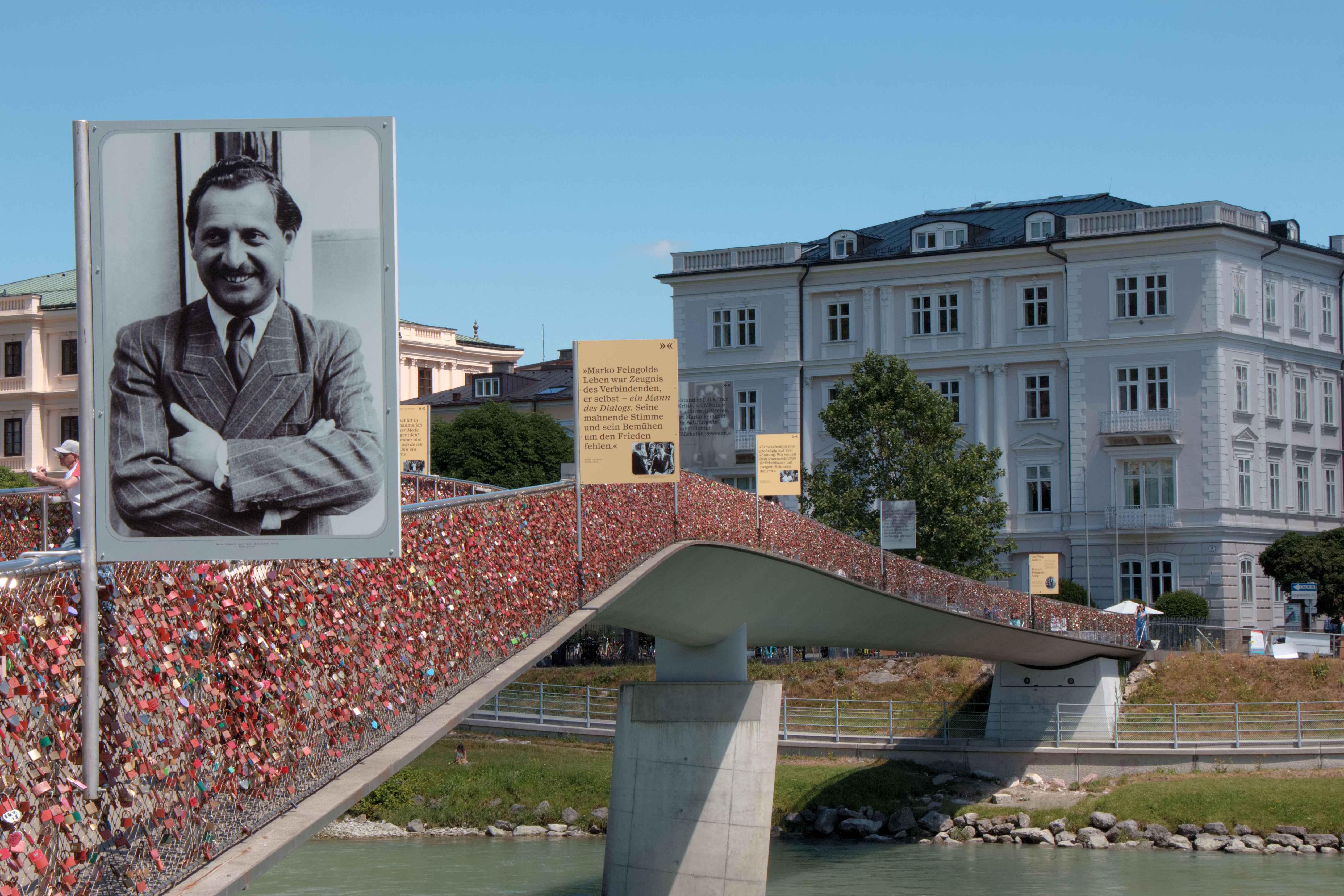
Tafeln zu Marko Feingold 2021

Der Marko-Feingold-Steg ist eine Fußgängerbrücke und verbindet in der Altstadt den Ferdinand-Hanusch-Platz mit dem Makartplatz. Die Brücke ist gemäß einem Beschluss der Stadtregierung vom 16. September 2020 nach dem 2019 verstorbenen Präsidenten der Israelitischen Kultusgemeinde Salzburg Marko Feingold benannt. Die Umbenennung erfolgte am 23. Mai 2021. Bis dahin hieß der Steg „Makartsteg“ und war nach dem Maler Hans Makart benannt.
Der erste Steg an dieser Stelle wurde vom damaligen „Museumsstegverein“ gefördert und bereits 1905 als „Museumssteg“ errichtet. Seine filigrane Jugendstil-Stahlkonstruktion verlor der Steg 1967 aufgrund eines Neubaus. In den Jahren 2000/01 wurde der alte Steg abgetragen und ein neuer errichtet, der nur noch auf einem Pfeiler ruht und auch durch seine geschwungene Form auffällt. Projektiert wurde der Bau von der Architektengruppe HALLE 1.
Im Mai 2011 wurden gemäß einer bestehenden Anordnung, Plakate und Ähnliches von der Brücke fernzuhalten, durch das Magistrat der Stadt Salzburg 42 Liebesschlösser vom Geländerzaun geschnitten. Die Entfernung der Schlösser erkannte man aber bald als Fehler und Schlösser konnten in Hinkunft hängen bleiben. Auch wurde entgegen der ursprünglichen Absicht die Brücke zu einem Ausstellungsort gemacht. Seit 2012 werden wiederholt temporär thematische Ausstellungen in Form von Postern, die an den Geländern angebracht sind, gezeigt. Die Schauen waren anfänglich unter dem Titel „Wissensbrücke“ von der Universität Salzburg zusammen mit Stadtarchiv konzipiert worden. Dabei wurden jeweils mehrere Wochen im Frühjahr und Sommer Aspekte bezüglich Zuwanderung in die Stadt Salzburg zur Schau gestellt. Die Erläuterungen waren auf Deutsch und Englisch.
- 2012: Geschichte der Universität Salzburg
- 2013: Migrationsstadt Salzburg: Der lange Blick zurück bis 1960
- 2014: Migrationsstadt Salzburg: Der kurze Blick zurück. 1960–1990
- 2016: Migrationsstadt Salzburg: 50 Jahre Anwerbeabkommen mit Jugoslawien[9]

Im Jahr 2019 stellte die Szene Salzburg eine minimalistisch gestaltete Plakatserie zu ihrem alljährlich stattfindenden Festival Sommerszene mit zeitgenössischem Tanztheater und Performances aus, 2020 waren im Juli und August künstlerische Plakate anlässlich 100 Jahre Salzburger Festspiele zu sehen. 2021 wurde angekündigt, dass es in Zukunft in der Zeit um den Geburtstag Marko Feingolds Ende Mai eine von der Kulturabteilung der Stadt und vom Salzburg Museum konzipierte Ausstellung geben werde, wobei sich die erste der Person Feingolds widmete.

### Müllnersteg (Franz-Carl-Gehbrücke)

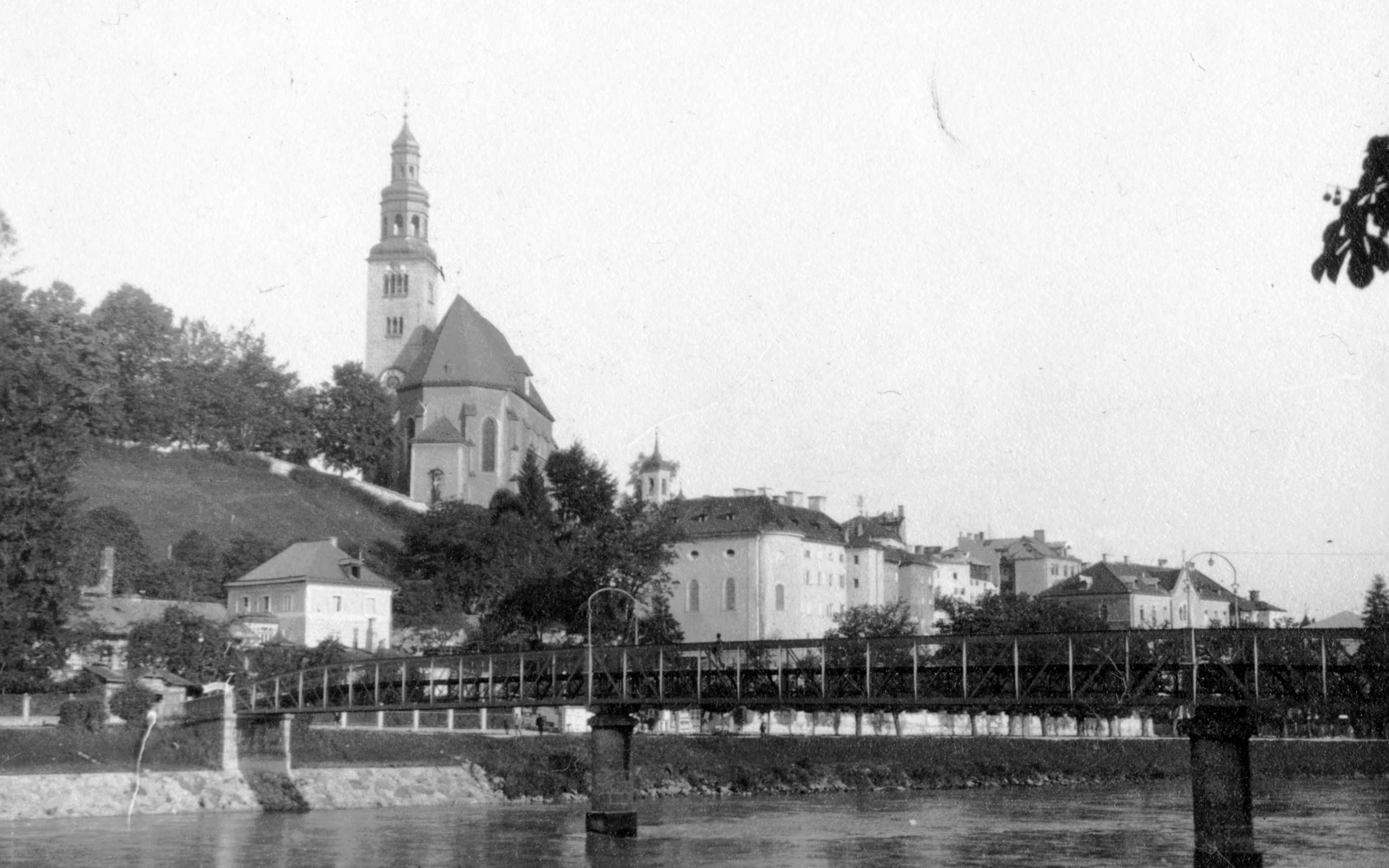
Franz-Carl-Gehbrücke, 1930

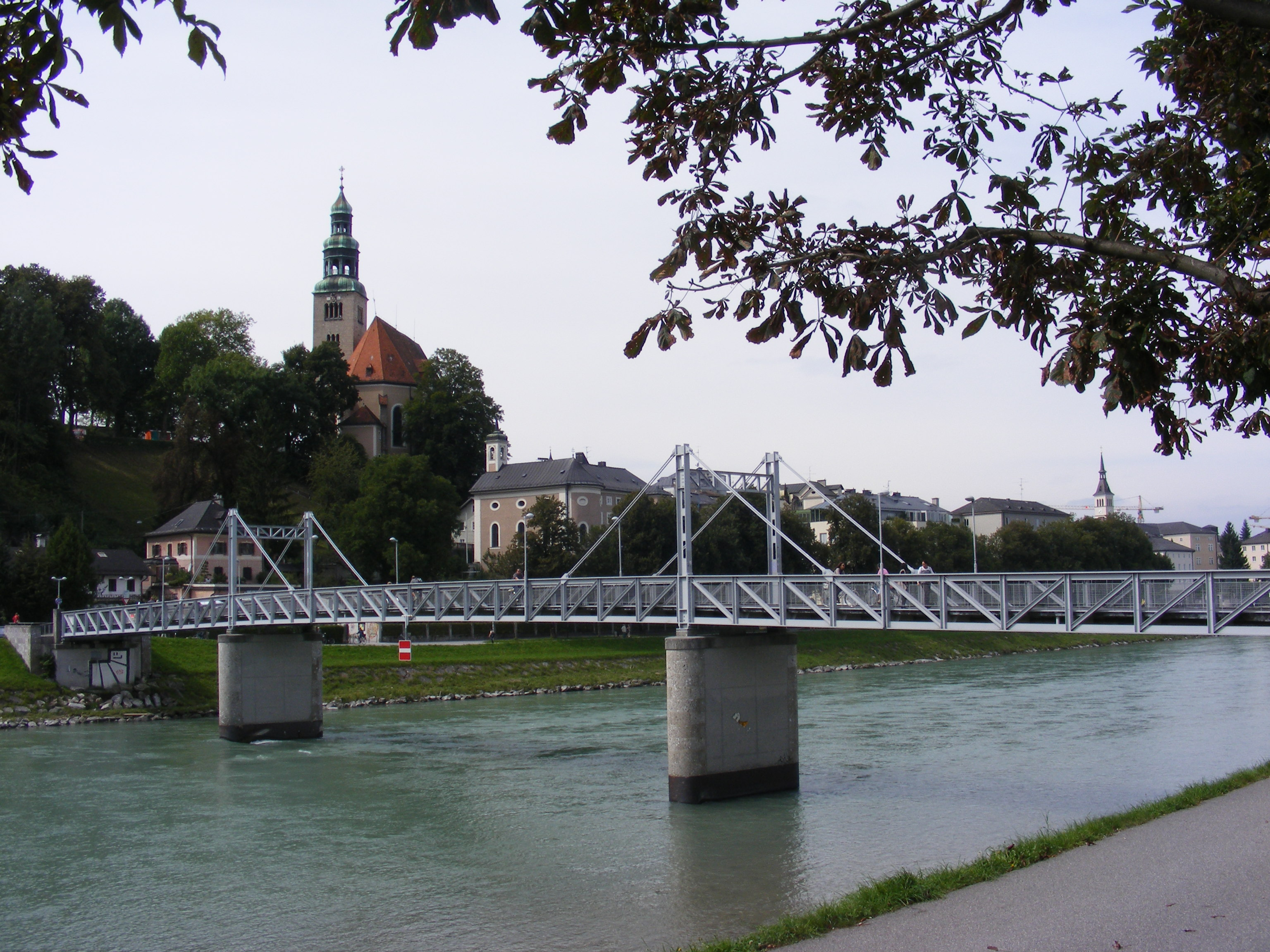
Müllnersteg, 2010

Der Steg bildet auf der Höhe des Mirabellgartens für Fußgänger und Radfahrer die Brückenverbindung zwischen dem Stadtteil Mülln am linken und der Neustadt am rechten Ufer der Salzach.
Am 11. Mai 1869 wurde hier zuerst ein provisorischer hölzerner Steg für den Fußgängerverkehr freigegeben. Damals wurde auch die hier befindliche Steinstiege zum Kai hinunter errichtet. Der folgende dauerhafte Steg mit zwei steinernen Pfeilern wurde am 15. August 1878 unter dem damaligen Namen „Franz-Carl-Gehbrücke“ eröffnet. Sie war nach dem Vater von Kaiser Franz Josef I. benannt und wurde vom „Erzherzog-Franz-Carl-Gehbrücken-Verein“ erbaut. Ähnlich wie beim Marko-Feingold-Steg und beim Mozartsteg befand sich neben dem Steg ein Mauteinnehmerhäuschen, wo die Brückenbenutzer eine kleine Maut zu entrichten hatten. Die Brücke wurde 1944 durch Bomben teilweise zerstört und später zuerst als provisorische Holzkonstruktion und 1956 als dauerhafte Stahlkonstruktion wieder errichtet. Die heutige Brücke wurde anstelle der zuletzt baufällig gewordenen Vorläuferbrücke im Jahr 1996 gebaut.

### Eisenbahnbrücke

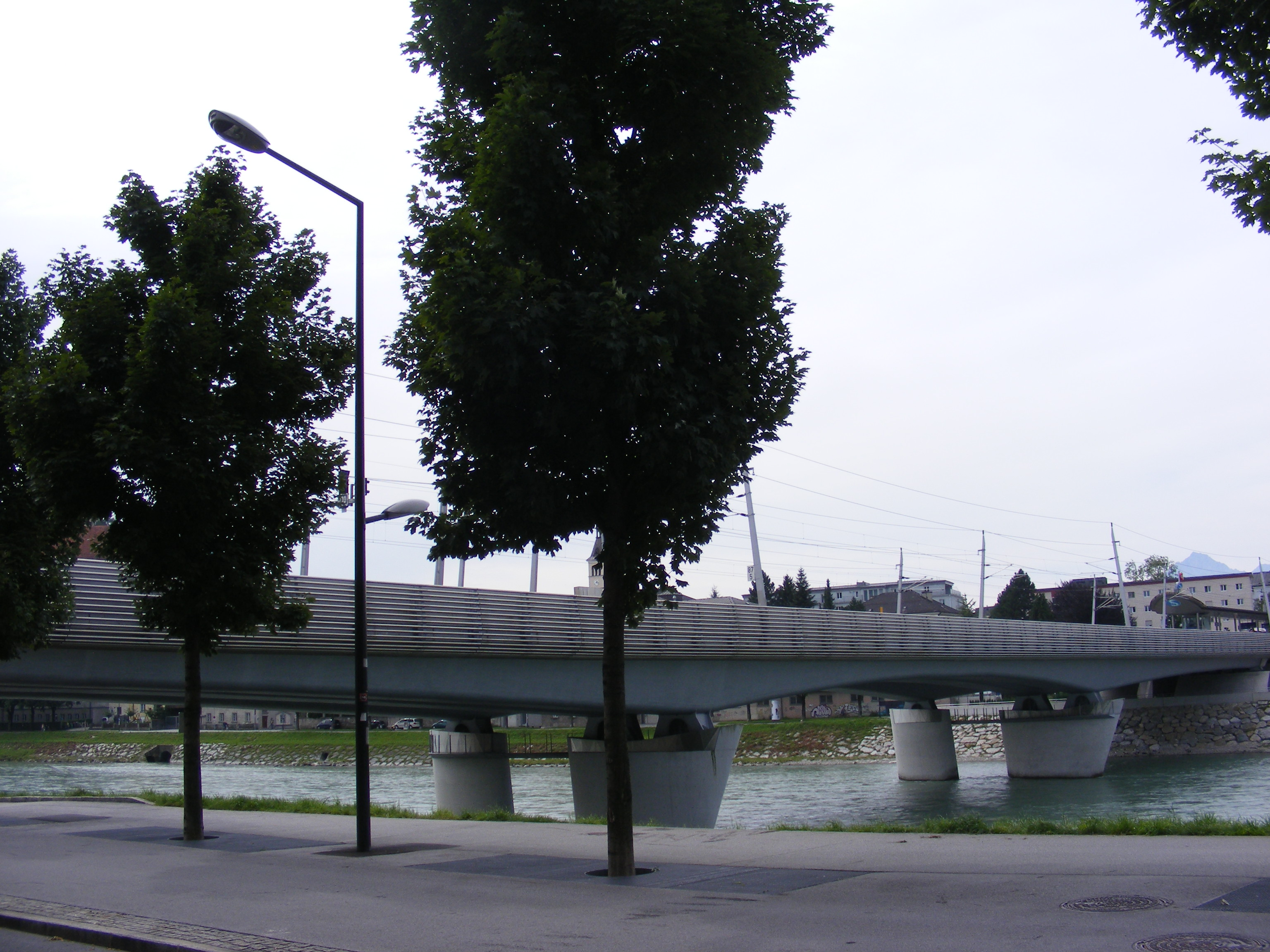
Eisenbahnbrücke

Diese Brücke liegt unweit des Müllnersteges flussabwärts und wurde ab Mitte des Jahres 2005 bis 2009 schrittweise dreigleisig neu errichtet, um der Salzburger S-Bahn mehr Platz zu bieten. Dabei wurde zusätzlich eine neue Verbindung für Fußgänger geschaffen, die sich zwischen den Bahngleisen befindet und direkt zur S-Bahn-Station Salzburg Mülln – Altstadt führt. Eine solche Fußgängerbrücke war bereits 1860 beantragt, aber damals aus Kostengründen nicht verwirklicht worden. Die neue Brücke besitzt nur noch zwei schlanke Pfeiler und erhielt eine zeitgemäße attraktive Form.

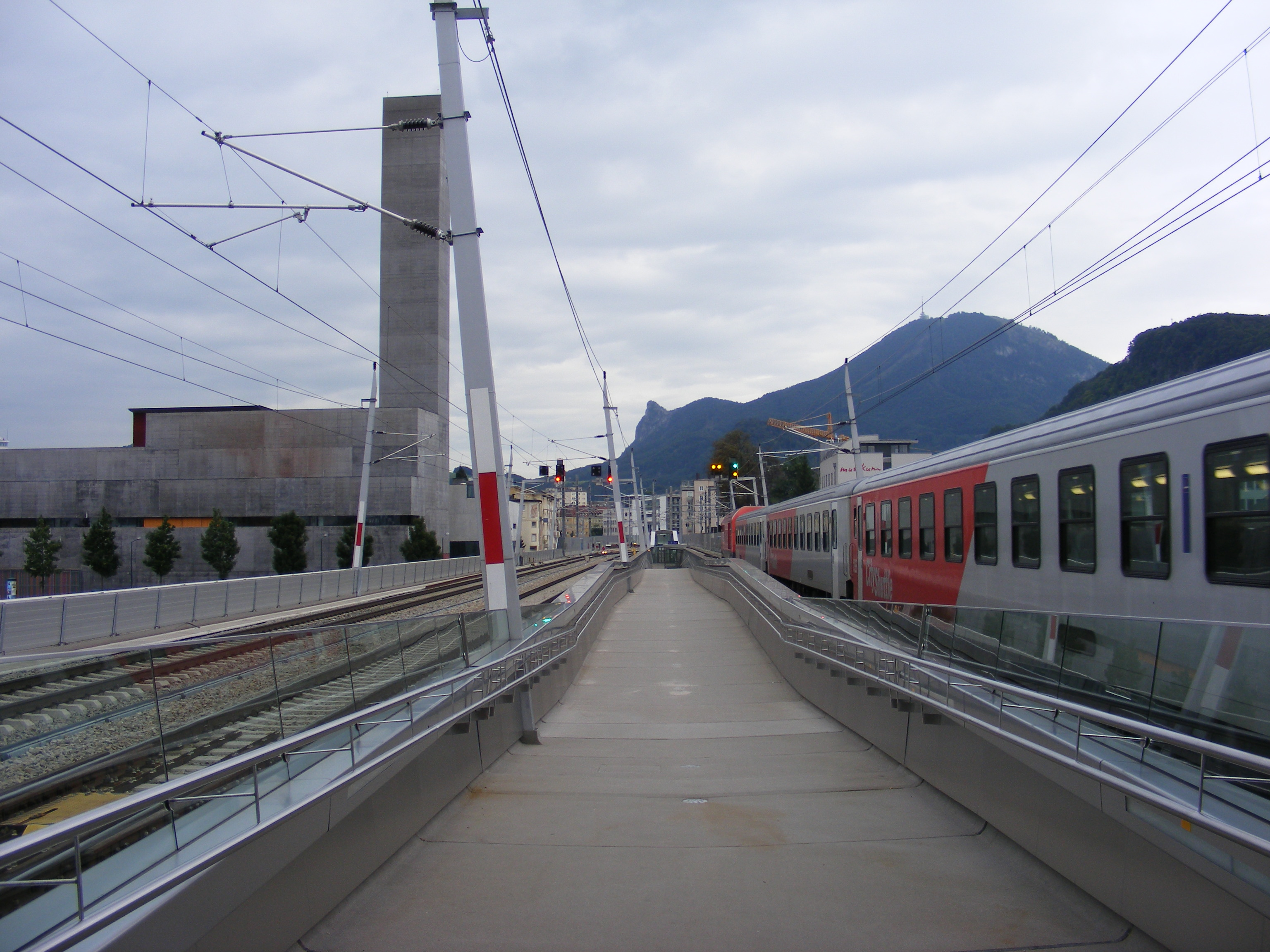
Fußgängersteg auf der Eisenbahnbrücke

Die Eisenbahnbrücke war der erste Schritt in der Stadt zur Errichtung der späteren neuen Bahnlinie (Franz-Josefs-Bahn). Hier begannen am linken Salzachufer die Arbeiten zur Regulierung der Salzach. Feierlich wurden am 11. September 1857 die ersten Bausteine im bekränzten Wagen zur Salzach gefahren. Am 12. August 1860 wurde die Brücke mit ihren vier Pfeilern in einer festlichen Bahnfahrt mit Kaiserin Elisabeth feierlich eingeweiht. Die Eisenträgerkonstruktion wurde 1903 zweigleisig ausgebaut. Die ursprünglichen romantizistischen Wehrtürmchen und andere Gestaltungselemente der Gründerzeit wurden später als störend empfunden und entfernt.

### Lehener Brücke (Erzherzog-Ludwig-Viktor-Brücke)

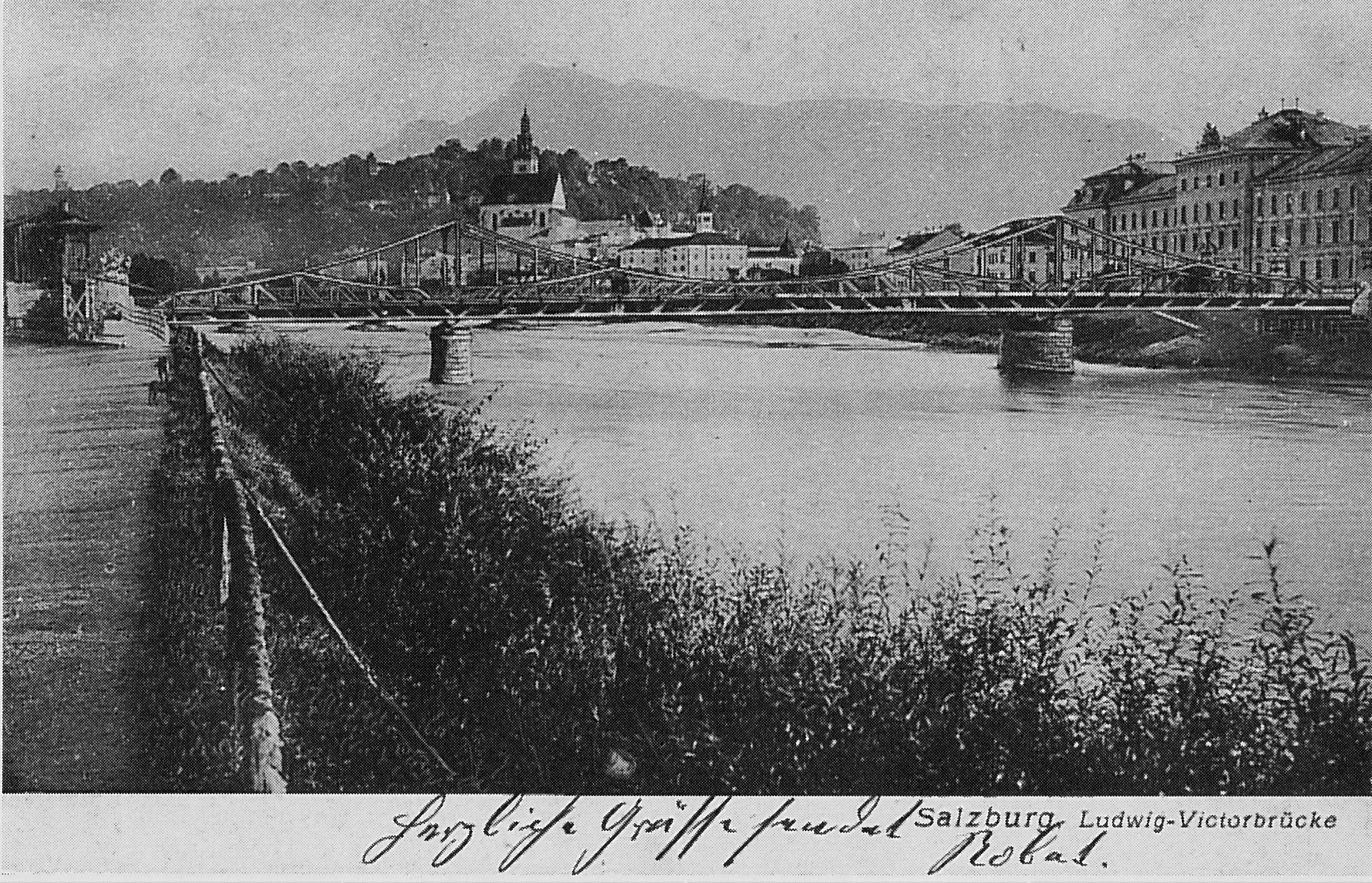
Die Ludwig-Viktor-Brücke auf einer Ansichtskarte

Diese Brücke verbindet die Stadtteile Lehen und Elisabeth-Vorstadt (Froschheim).
Sie wurde bis zur Neuerrichtung 1966/67 Erzherzog-Ludwig-Viktor-Brücke oder kürzer Ludwig-Viktor-Brücke genannt. Ihrer Errichtung ging ein langer hartnäckiger Brückenstreit voraus. Es war lange unklar, ob nun eine Straßenbrücke besser in Mülln oder in Lehen errichtet werden soll. Müllner, Lehener und Froschheimer Bürger befürchteten durch den Brückenbau eine Entwertung ihrer Gründe. Im Wahlkampf 1896 befürworteten die Liberalen eine Lehener Straßenbrücke, die Deutschnationalen eine Müllner Straßenverbindung. 1899 begann endlich die Projekterstellung für die Lehener Brücke, die am 24. August 1902 durch Erzherzog Ludwig Viktor eröffnet wurde. Bald schon wurde die Brücke für den wachsenden Verkehr zu schmal und musste 1954 verbreitert und mit zusätzlichen Radwegen ausgestattet werden. 1966 erfolgte ein gänzlicher Neubau, der am 25. September 1967 als vierspurige Brücke ohne Pfeiler, mit beiderseitigen breiten Geh- und Radwegen, eingeweiht wurde.

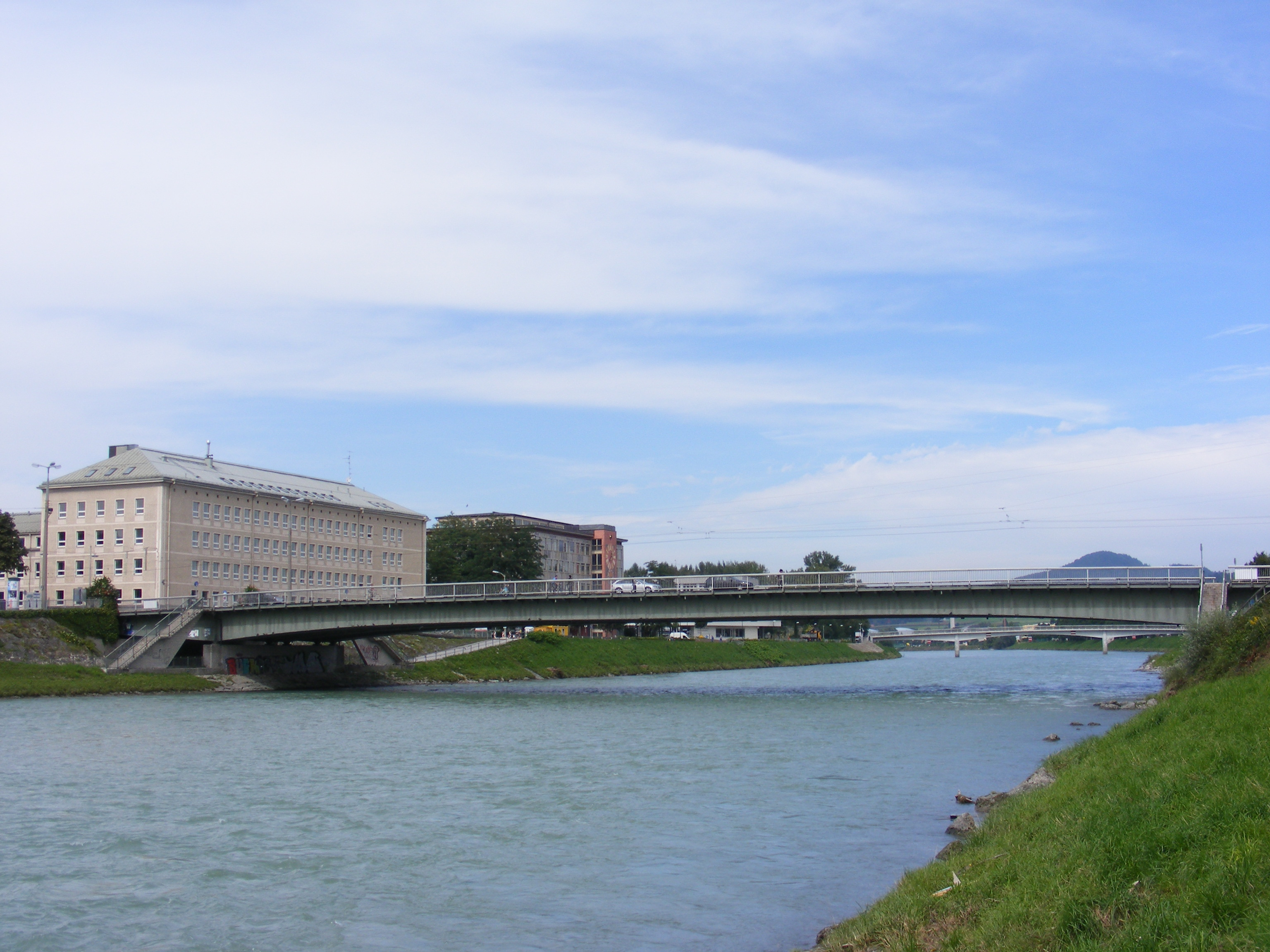
Die Lehener Brücke 2010

Die Brücke steht heute im Eigentum der Republik Österreich und wird täglich von rund 23.000 Autos befahren. Über sie führt die Wiener Straße (B1). Die Brücke weist seit Mai 2012 auf beiden Seiten markant s-kurvig ausschwingende gelbe Rohrmasten auf, die von den Brückenlängskanten ausgehen, über die Geh- und Radwege kragen und Leuchten tragen. Die Obus-Oberleitungspaare sind anderweitig abgespannt. 2014 wurde die Brücke teilsaniert (Belag, Technik zur Schallreduktion). Die Kosten waren auf 800.000 € veranschlagt. 2015/2016 erfolgte eine Sanierung der Geländer und der seitlichen Stiegenaufgänge.

### Pioniersteg

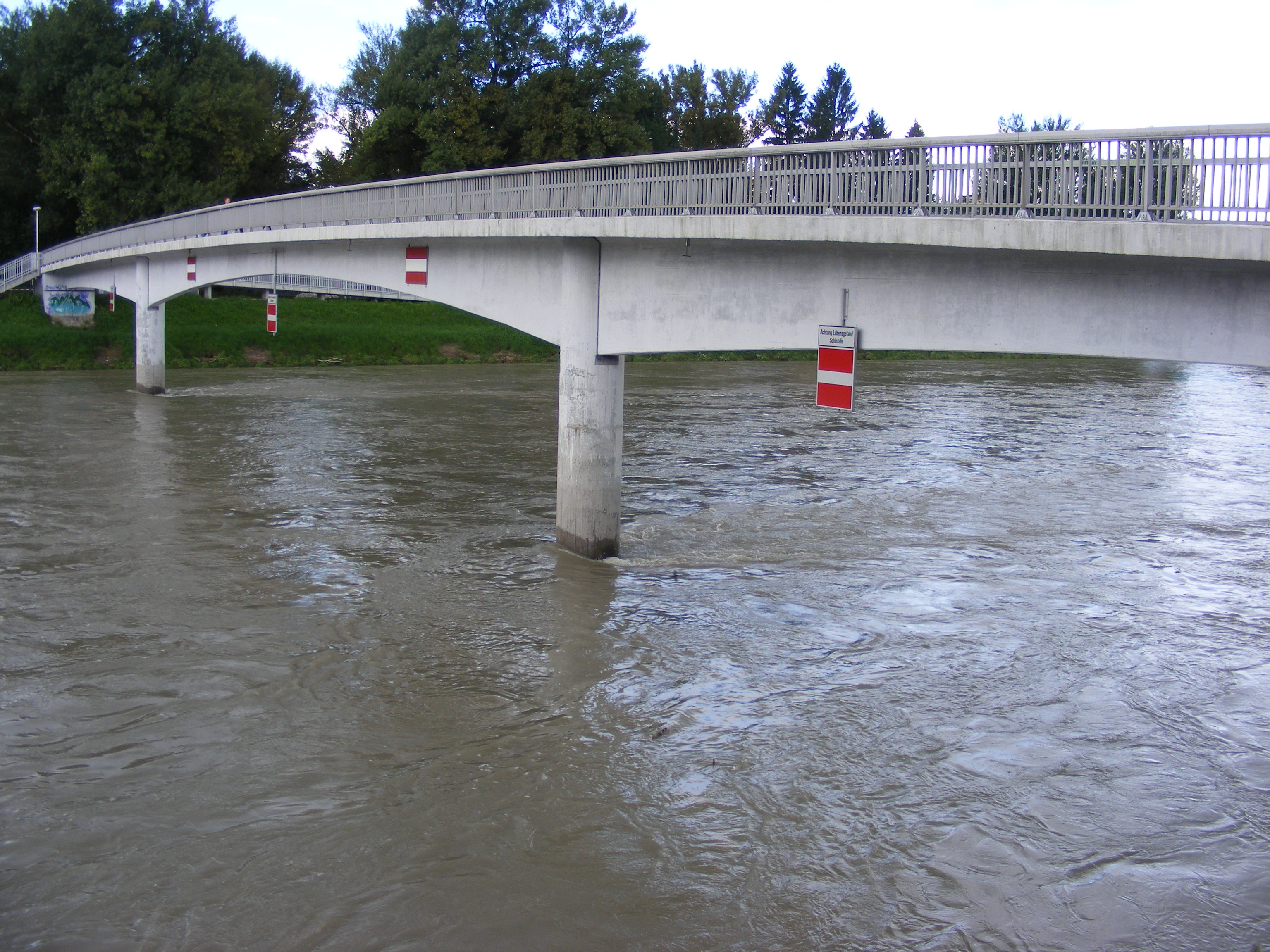
Pioniersteg

Dieser Steg für Fußgänger und Radfahrer wurde am 6. August 1977 eröffnet und verbindet, wie die Lehener Brücke, die beiden Stadtteile Lehen und Elisabeth-Vorstadt. Vom Hauptbahnhof kommend verläuft er in gerader Fortsetzung der Jahnstraße über die Salzach zum Lehener Park.
Der Lehener Park ist der kleine Rest der hier vorhanden gewesenen Lehener Au, die als Schieß- und Pionier-Übungsgebiet genützt wurde. Ein 1965 vom Österreichischen Kameradschaftsbund errichtetes Denkmal erinnert an die Pioniere und Sappeure, an die jährlich am 23. Oktober gedacht wird (Österreichische Pioniere bringen 1915 die Große Kriegsinsel unter die Gewalt der Mittelmächte).
Da der Steg unweit dieses Denkmals, das Alois Schmiedbauer entworfen hat, situiert ist, wurde er Pioniersteg getauft.
Im Jahr 2017 wurde der Pioniersteg umfassend saniert.

### Kraftwerk Sohlstufe Lehen

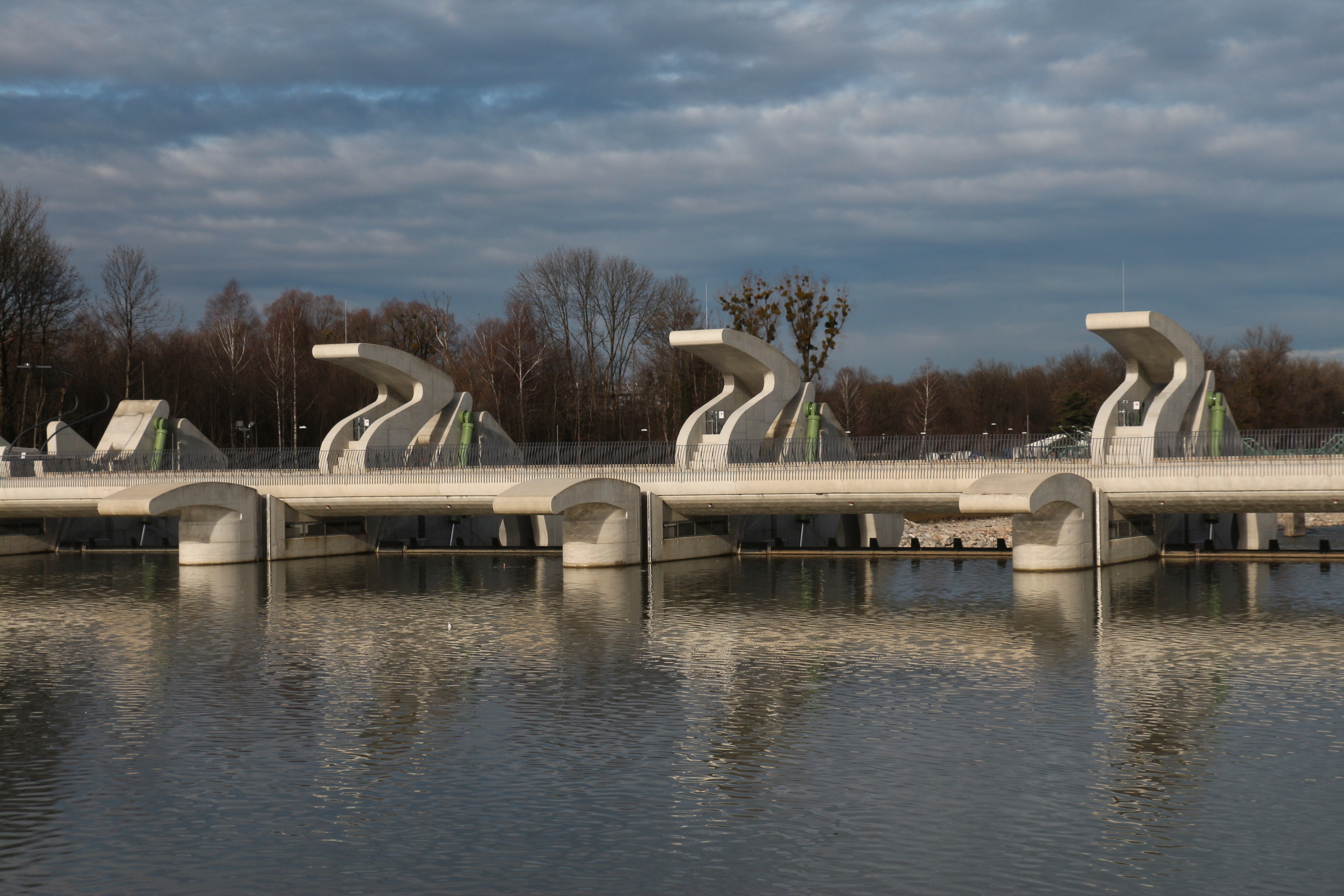
Kraftwerk Sohlstufe Lehen

### Traklsteg

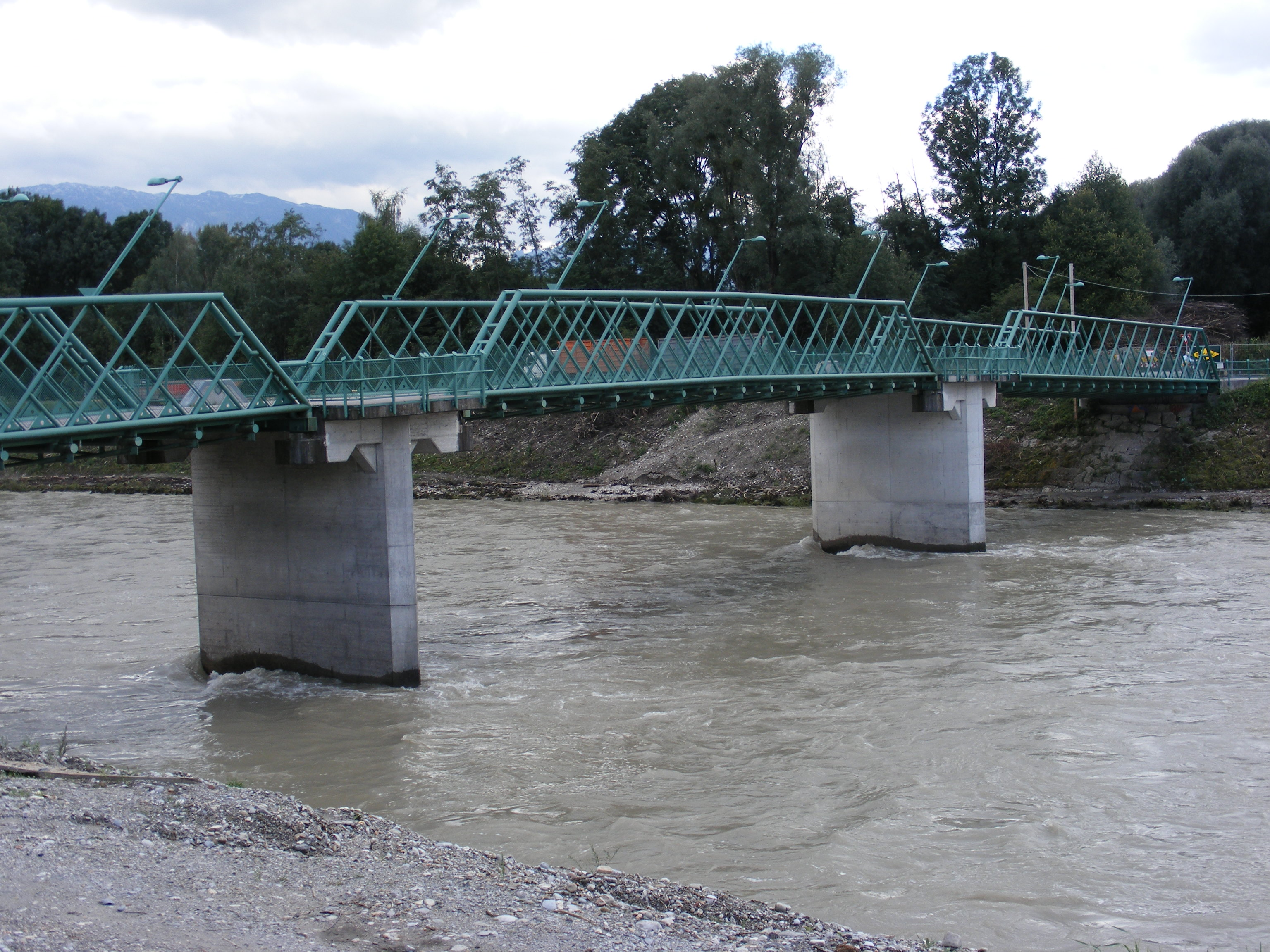
Traklsteg

Weiter flussabwärts verbindet der Traklsteg als weitere Fußgänger- und Radfahrerbrücke auf der Höhe der Einmündung des Glanbachs in die Salzach die Stadtteile Lehen und Liefering links der Salzach mit Itzling auf der rechten Flussseite. Er ist benannt nach dem in Salzburg geborenen Dichter Georg Trakl. Eröffnet wurde der Steg am 12. Juli 1991.

### Autobahnbrücke

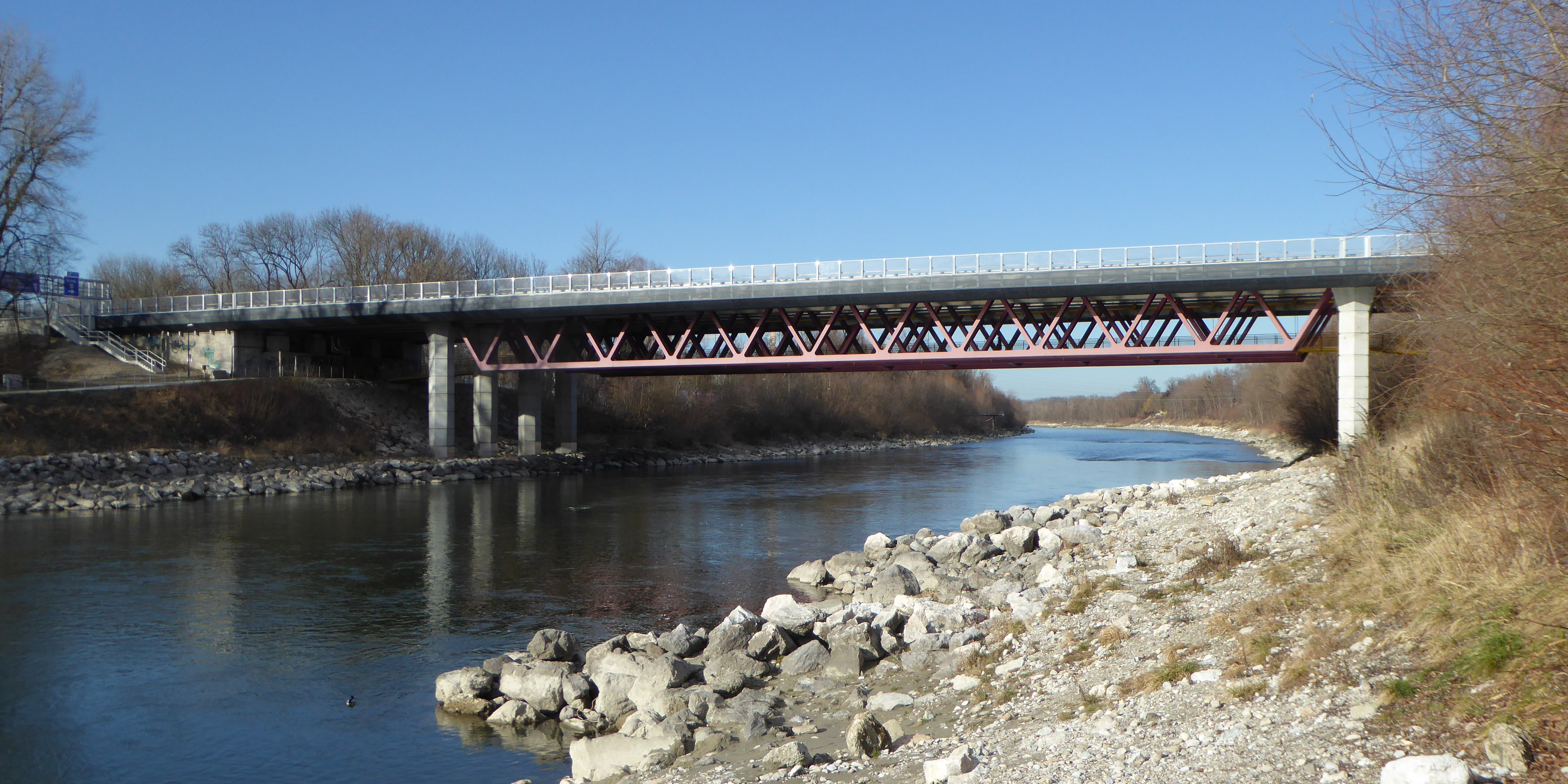
Autobahnbrücke mit darunter liegendem Steg für Fußgänger und Radfahrer

Diese Brücke befindet sich weit im Norden der Stadt und trägt als Stadtautobahn auch einen Teil des innerstädtischen Verkehrs.

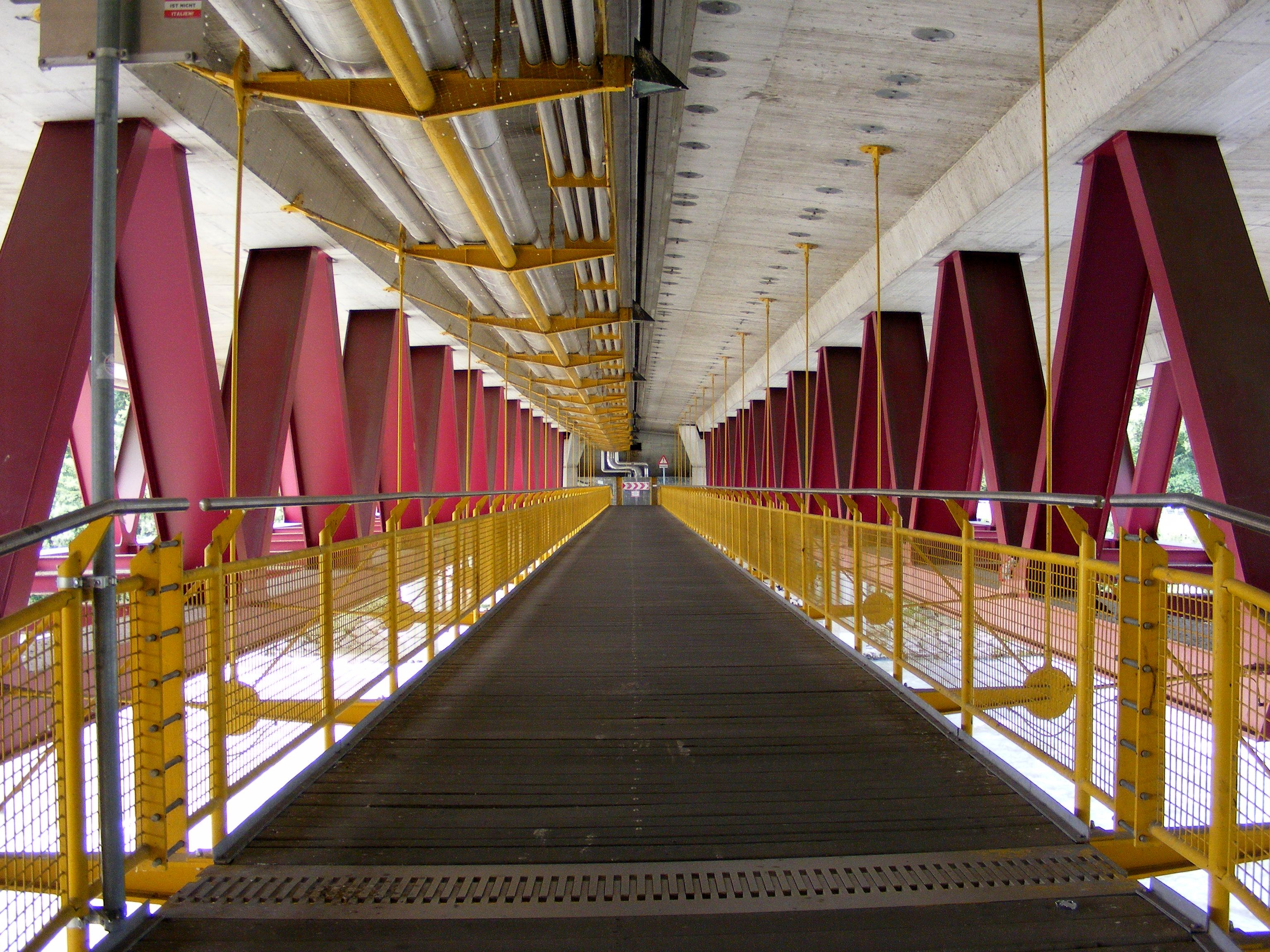
Autobahnbrücke – Fußgängersteg unterhalb der Fahrbahn

Das Teilstück der Autobahn samt Brücke wurde in den Jahren 1938 bis 1941 errichtet. Die Brücke selbst wurde am 31. Mai 1940 fertig gestellt. Der Autobahnabschnitt konnte aber wegen fehlender Anschlussstücke erst 1949 dem Verkehr übergeben werden. Nur als Fußgängerbrücke zwischen den Fahrbahnen hatte sie schon zuvor Bedeutung. Die „alte“ Autobahnbrücke stürzte im August 1959 bei einem starken Hochwasser ein, nachdem eine mangelhaft ausgeführte Spundwand zu einer Unterspülung eines Pfeilers geführt hatte. Glücklicherweise war die Brücke kurz zuvor für den Verkehr gesperrt worden. Sie wurde damals in ihrem alten Bestand wiederhergestellt. Der Gehweg lag zwischen den beiden Richtungsfahrbahnen auf gleicher Höhe, von diesen durch Geländer und Leitschienen getrennt, und war nahe den Brückenpfeilern durch Treppen von unten an beiden Ufern angebunden. Durch die Gefahr einer weiteren Auskolkung entschlossen sich die Verantwortlichen nach 1993 zu einem Neubau der Brücke, der 1995–1997 ausgeführt wurde. Die Autobahnbrücke verfügt nun über einen unter der Fahrbahnebene gelegenen Fußgängersteg.